# Porsche
Die Dr. Ing. h.c. F. Porsche Aktiengesellschaft (kurz: Porsche AG) ist ein deutscher Kraftfahrzeughersteller mit Sitz in Stuttgart-Zuffenhausen. Ursprung des Unternehmens ist ein 1931 von Ferdinand Porsche in Stuttgart gegründetes Konstruktionsbüro, das nach 1945 in einer Automobilfabrik aufging, die vor allem Sportwagen produzierte.
Die Porsche AG ist seit 2009 Teil des Volkswagen-Konzerns und ist nicht zu verwechseln mit der börsennotierten und ebenfalls in Stuttgart beheimateten Porsche Automobil Holding SE (kurz Porsche SE), die seit 2009 Mehrheitsgesellschafterin der Volkswagen AG ist. Seit dem Börsengang am 29. September 2022 sind die Vorzugsaktien der Porsche AG wieder frei an der Börse handelbar. Seit dem 19. Dezember 2022 ist die Aktie der Porsche AG Teil des deutschen Leitindex DAX.

## Geschichte

### Anfänge
Am 1. Dezember 1930 machte sich Ferdinand Porsche in Stuttgart, Kronenstraße 24 mit einem eigenen Konstruktionsbüro selbstständig. Er hatte 1893 als Mechaniker bei dem Elektromotorenhersteller Béla Egger & Co. zu arbeiten begonnen. 1897 wurde er im Alter von 22 Jahren Leiter der Versuchsabteilung und war unter anderem an der Entwicklung des Egger-Lohner-Elektromobils, auch als Porsche P1 bezeichnet, beteiligt. Ende 1899 wurde Porsche abgeworben und wechselte als Konstrukteur zu der k.u.k. Hofwagenfabrik Ludwig Lohner & Co. in Wien. Im selben Jahr konstruierte Porsche ein Nachfolgemodell der Elektrokutsche, das auf der Weltausstellung 1900 in Paris unter dem Namen „Lohner-Porsche“ vorgestellt wurde. Nach acht Jahren verließ Porsche das Unternehmen. Es folgten 17 Jahre als Technischer Direktor (Chefkonstrukteur) der Austro-Daimler in Wiener Neustadt. Von April 1923 an war Porsche sechs Jahre Leiter des Konstruktionsbüros und Vorstandsmitglied der Daimler-Motoren-Gesellschaft in Stuttgart (ab 1926 Teil der Daimler-Benz AG). Zuletzt war Porsche als Chefkonstrukteur bei den Steyr-Werken tätig. Die Technischen Hochschulen Wien und Stuttgart zeichneten die Konstruktionsleistungen Porsches jeweils mit der Verleihung eines Ehrendoktors aus. Die Titel wurden 1931 in die Firma Dr. Ing. h.c. F. Porsche GmbH übernommen.

### 1931 bis 1937: Dr. Ing. h.c. F. Porsche GmbH

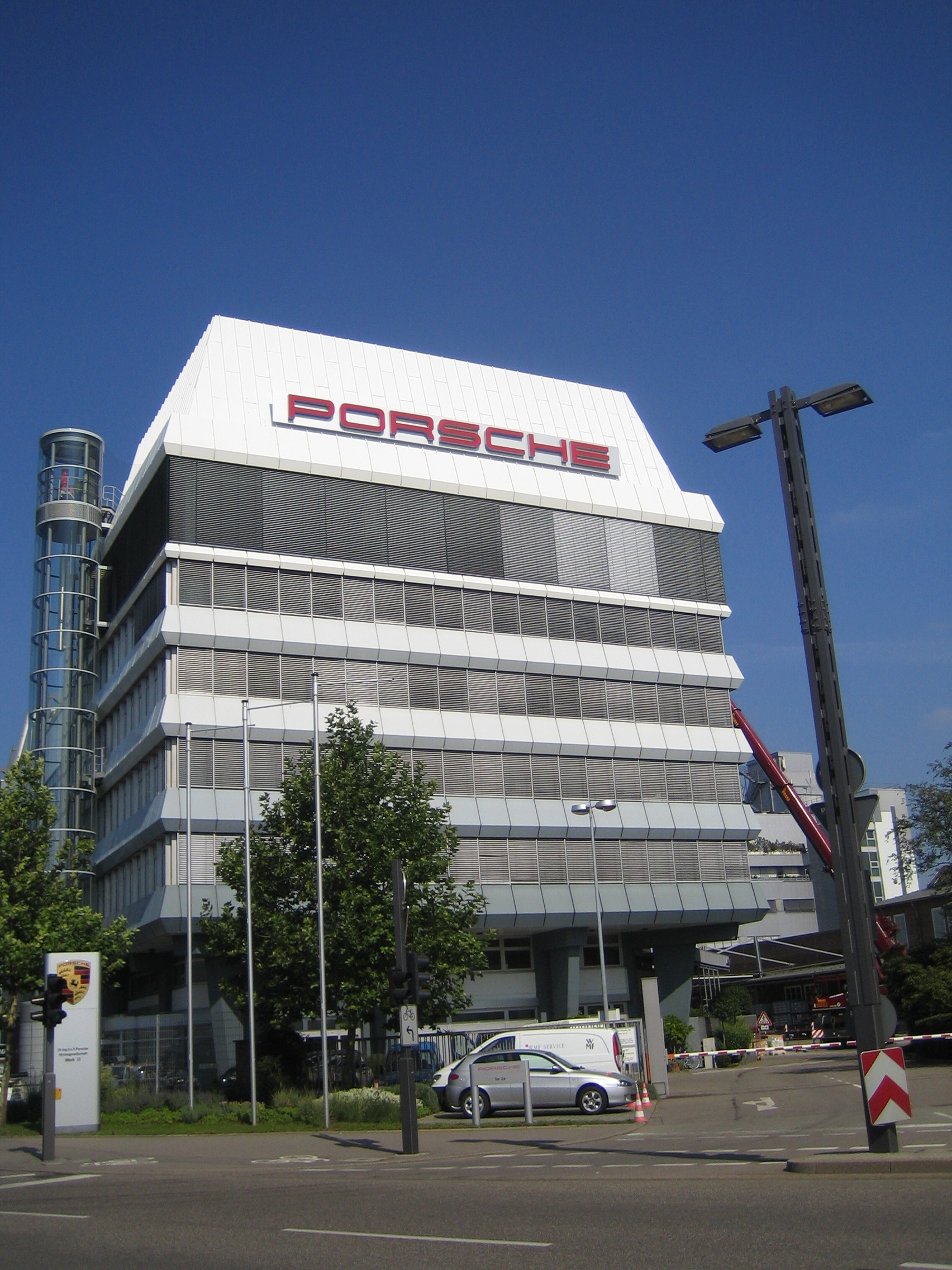
Porschewerk Stuttgart

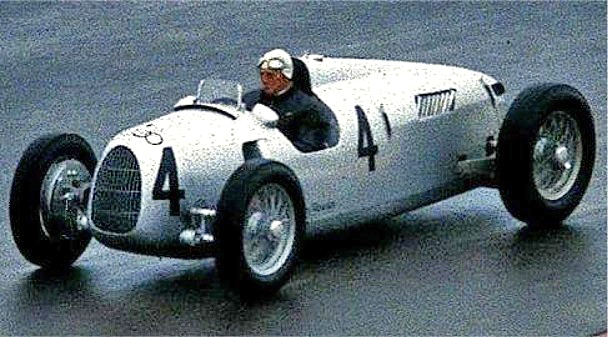
Auto-Union-Rennwagen Typ C

Am 25. April 1931 wurde das Konstruktionsbüro in Stuttgart in der Kronenstraße 24 als Dr. Ing. h.c. F. Porsche GmbH, Konstruktion und Beratung für Motoren- und Fahrzeugbau im Register für Gesellschaftsfirmen eingetragen. Die Firmenanteile lagen zu 80 % bei Porsche, zu 10 % bei dem Kaufmann und Rennfahrer Adolf Rosenberger und zu 10 % bei seinem Schwiegersohn, dem Wiener Rechtsanwalt Anton Piëch. Zu den ersten Mitarbeitern gehörten neben seinem Sohn Ferry Porsche unter anderem der Oberingenieur Karl Rabe, der Getriebefachmann Karl Fröhlich, der Motorenspezialist Josef Kales und der Spezialist für Achskonstruktionen Josef Zahradnik. Spätere Mitarbeiter waren der Automobildesigner Erwin Komenda, der Aerodynamikspezialist Josef Mickl und der Motoreningenieur Franz Xaver Reimspieß. Adolf Rosenberger sorgte dafür, dass trotz Auftragsmangels und Porsches Hang zu teuren Konstruktionen das Büro die Anfangszeit finanziell überstand, schied jedoch schon am 31. Januar 1933 aus der Geschäftsleitung wieder aus. Baron Hans von Veyder-Malberg wurde neuer kaufmännischer Leiter und mit zehn Prozent Beteiligung neuer Gesellschafter. Am 30. Juli 1935 trat Rosenberger seine zehnprozentigen Gesellschafteranteile der Porsche GmbH zum Nominalwert an Ferry Porsche ab. Im Widerspruch zu der Darstellung dieses Vorgangs durch die Familie und die Firma Porsche warf Rosenberger jenen Arisierung vor, also die Ausnutzung von Rosenbergers prekärer Lage als aus Sicht des NS-Regimes Nicht-Arier. Die Firmengeschichte von Pyta, Havemann und Braun wurde im Hinblick auf die Verbindung der Firma Porsche zum Nationalsozialismus kritisiert. Im Jahr 2022 wurde der Vorwurf schönfärberischer Geschichtsschreibung erneuert; Grund sind Hinweise auf den Verzicht auf Sichtung verfügbarer Quellen im Hinblick auf das Verhältnis der Familie Porsche zu ihrem Geschäftspartner Rosenberger.
Als einer der ersten Aufträge entwickelte das Konstruktionsbüro 1931 für Zündapp in Nürnberg den Kleinwagen Porsche Typ 12. Die Zählung der Porsche-Entwicklungen begann mit der 7, vermutlich um bei Auftraggebern ein größeres Vertrauen in die junge Firma zu erzeugen. Der Wagen war zunächst mit einem Ein-Liter-Motor geplant. Der Prototyp hatte einen wassergekühlten 1,2-Liter-Fünfzylinder-Sternmotor Später wurde für NSU der Mittelklassewagen Porsche Typ 32 entworfen, der bereits viele Gemeinsamkeiten mit dem VW Käfer aufwies: Der NSU-Porsche hatte ebenfalls einen luftgekühlten Vierzylinder-Boxermotor im Heck und die patentierte Porsche-Drehstabfederung. Diese Fahrzeuge gingen allerdings aufgrund zu hoher Produktionskosten nicht in Serienfertigung, womit die Aufträge wenig lukrativ waren. Das Gleiche galt auch für die Konstruktion eines Zwei-Liter-Tourenwagens für Wanderer. Dafür war ab 1933 die Entwicklung des Grand-Prix-Rennwagens, der Auto-Union-Rennwagen, mit einem 16-Zylinder-Mittelmotor – damals Heckmotor genannt – sehr erfolgreich. Der im März 1933 geschlossene Rennwagenvertrag mit der Auto-Union endete im Juni 1936.
Ab 1934 konstruierte das Büro im Auftrag des Reichsverbandes der Automobilindustrie den deutschen Volkswagen, später auch KdF-Wagen bzw. VW Käfer genannt. Dieser Auftrag sowie die daraus folgende Stellung als Konstruktionsbüro der neu gegründeten Volkswagenwerk G.m.b.H., in der Ferdinand Porsche Hauptgeschäftsführer und Mitglied des Aufsichtsrats war, entwickelte sich zur wirtschaftlichen Basis des Konstruktionsbüros.

### 1937 bis 1972: Dr. Ing. h.c. F. Porsche KG
Aufgrund der guten Ertragslage wurde im Dezember 1937 Veyder-Malberg ausgezahlt. Dadurch änderte sich die Rechtsform des Ingenieurbüros in eine Kommanditgesellschaft, die bis 1972 bestand.
Das Büro wechselte auf das heutige Gelände in Stuttgart-Zuffenhausen. Teilhaber waren nun neben Ferdinand Porsche seine Kinder Ferry mit 15 % und Louise mit 5 % sowie deren Ehemann Anton Piëch mit 10 %. Von 1937 bis April 1945 beglich beispielsweise das Volkswagenwerk Rechnungen der Porsche KG in einer Gesamthöhe von 20,6 Millionen RM für Entwicklungs- und Versuchsaufwendungen sowie sonstige Dienstleistungen. 1937 begann außerdem im Auftrag der DAF die Entwicklung des Volkstraktors. Während des Zweiten Weltkrieges entstanden auf den Reißbrettern bei Porsche unter anderem die Konstruktionen des Kübelwagens und Schwimmwagens. Ende 1939 beauftragte das Heereswaffenamt das Konstruktionsbüro mit der Planung eines mittelschweren Kampfpanzers, der allerdings vorzeitig zu Gunsten schwerer Panzermodelle eingestellt wurde. Auch für diese Panzertypen (Tiger, Elefant und Maus) erhielt Porsche Entwicklungsaufträge.

Prototyp des Porsche-Tigers

Der Porsche-Tiger kam jedoch wegen eines komplizierten und wenig zuverlässigen benzin-elektrischen Antriebs sowie aufgrund eines höheren Produktionsaufwandes nicht zur Ausführung.
Das seit 1937 in Zuffenhausen aufgebaute Entwicklungswerk, unter anderem mit eigener Schreinerei, Blechbearbeitung, Lackiererei und Montagehallen ausgestattet, stand auf einem rund 30.000 Quadratmeter großen Grundstück. Im Sommer 1944 wurden dort 656 Menschen beschäftigt. Dazu kamen wohl während der Kriegszeit insgesamt etwa 300 Zwangsarbeiter und Kriegsgefangene. 1944 erwirtschaftete das Unternehmen einen Gewinn von rund 2,1 Millionen RM.
Ab Sommer 1944 wurde die Verwaltung mit den wichtigen Akten, Verträgen und Konstruktionszeichnungen sowie Teile der Produktion in das Porsche-Werk Gmünd in Österreich verlagert. Zusätzlich wurden in den letzten Kriegsmonaten 931.000 RM nach Österreich überwiesen. Von Juli 1947 an entwickelte die österreichische Porsche-Konstruktionen-Ges.m.b.H. unter der Leitung von Ferry Porsche, Sohn von Ferdinand Porsche, auch das erste Auto mit dem Namen Porsche – den 356 Nr. 1 Roadster – und seine Serienversion 356. Letzterer wurde bis 1950 in einer Kleinserie von 47 Stück gebaut.

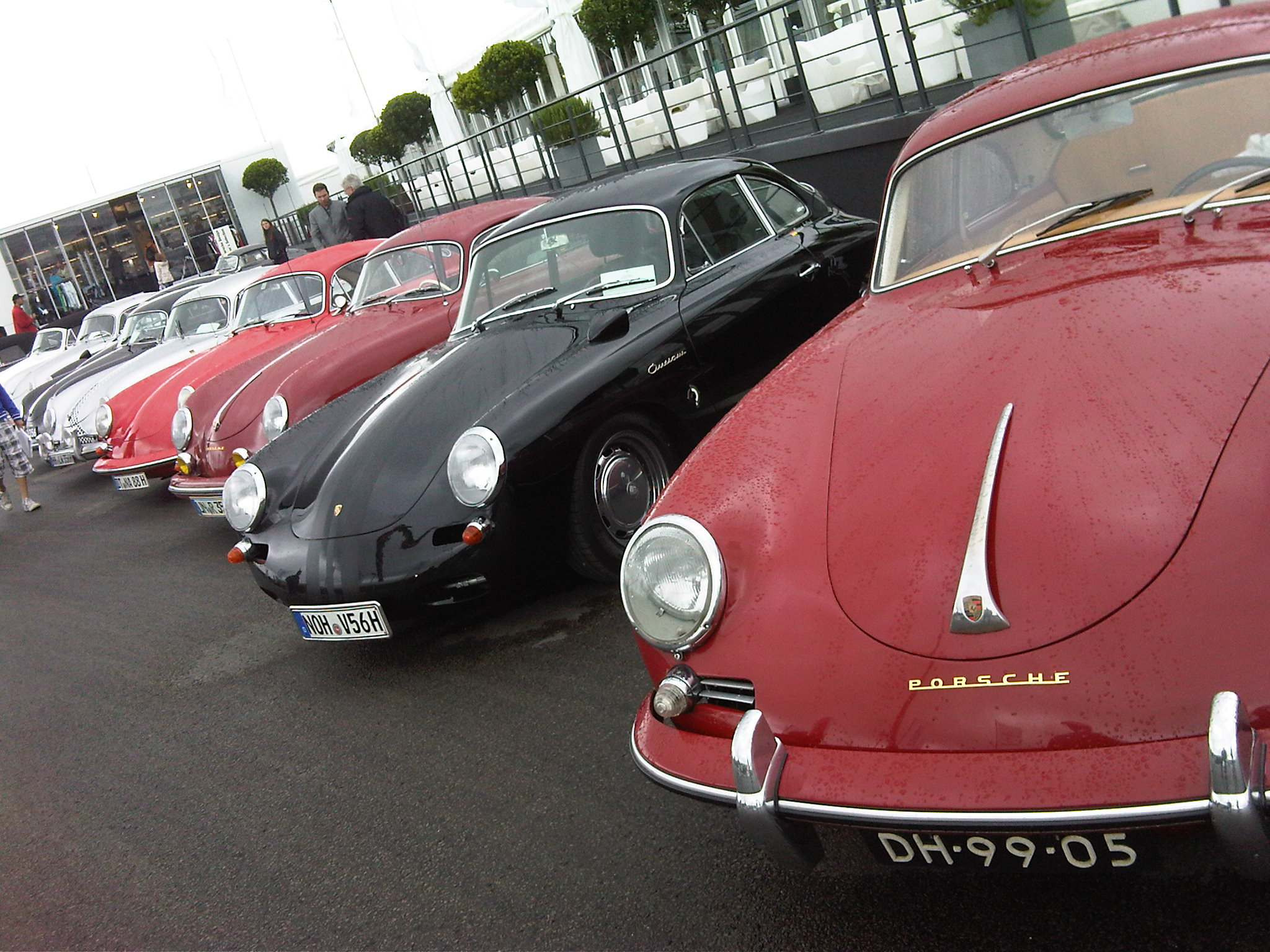
Porsche 356

Ferry Porsche übernahm 1947 den Vorsitz des Stuttgarter Unternehmens von seinem Vater, als dieser in französischer Kriegsgefangenschaft saß. Der Verdacht der Verwicklung in Kriegsverbrechen gegen Ferry wurde schnell wieder fallen gelassen und er konnte die Geschäfte weiterführen, auch um zusammen mit seiner Schwester Louise Piëch eine Kaution für den Vater zu finanzieren.
Im September 1948 schloss Porsche mit dem Volkswagenwerk unter Leitung des neuen Generaldirektors Heinrich Nordhoff einen ersten Vertrag. Die zuvor bestehende Generalbeauftragung für alle VW-Entwicklungsarbeiten wurde durch eine fallweise und frei aushandelbare Auftragserteilung ersetzt. Außerdem wurde neben der Festlegung eines Konkurrenzverbotes für die Benutzung der Patente Porsches eine Lizenzgebühr von 0,1 % des Bruttolistenpreises, was zum Beispiel 1950 bei der Standardausführung eines Käfers einem Betrag von 5 DM entsprach, vereinbart. Im Dezember 1949 folgte ein neues Abkommen mit einer Lizenzgebühr von 1 % des Bruttoverkaufspreises der Standardausführung, die 1952 bei mehr als 150.000 Fahrzeugen auf 1 DM begrenzt wurde. Für die Zusammenarbeit mit VW Entwicklungsarbeiten wurde eine monatliche Vergütung von 40.000 DM - bis 1952 auf 240.000 DM und später auf 480.000 DM erhöht - sowie der alleinige Vertrieb von Volkswagen-Fahrzeugen in Österreich als Generalimporteur vereinbart, aus der die heutige Porsche Holding hervorgegangen ist. Damit war endgültig die VW-Entwicklungsabteilung von der Porsche KG getrennt. Dies bildete eine finanzielle Basis für das Stuttgarter Autowerk. Kaufmännischer Geschäftsführer wurde 1949 Albert Prinzing.
Als Ferdinand Porsche 1951 starb, erbte Ferry Porsche die Hälfte der Gesellschafteranteile und baute das heute bekannte Sportwagenunternehmen auf. Auch das weltbekannte Markenzeichen von Porsche, das Porsche-Wappen, geht auf einen Entwurf von Ferry zurück. Seine Schwester Louise, verheiratet mit Anton Piëch, erbte die andere Hälfte der Unternehmensanteile.
Das 1945 unter Vermögenskontrolle gestellte Stuttgarter Unternehmen war im Oktober 1950 rückübereignet worden. Es hatte einen Wert von rund 1,2 Millionen DM. Daneben gab es Einnahmen aus Lizenz- und Patentgebühren. 1950 begann Porsche mit insgesamt 400 Fahrzeugen die Produktion des Modells 356 in Zuffenhausen. Bei Produktionsende 1965 betrug die Gesamtstückzahl 76.302. 1963 folgte das bekannteste Modell des Herstellers, der 911. In der Konstruktionsabteilung wurde unter anderem der Porsche Traktor und ab 1958 der Kampfpanzer Leopard 1 entwickelt.

### 1972: Dr. Ing. h.c. F. Porsche AG
Die personelle Überdeckung unter den Familienmitgliedern mit jeweiligen Geschäftsführungsfunktionen führte im Laufe der Unternehmensgeschichte mehrfach zu Streitfällen und Familienzwist. Ferry Porsche und Louise Piëch entschieden 1972 wegen des Kompetenzgerangels in der Generation ihrer Kinder, dass in den Gesellschaften der Familie nach ihnen keine Familienmitglieder mehr tätig sein dürfen. Die Enkel des Gründers, Entwicklungsleiter Ferdinand Piëch, Produktionsleiter Hans-Peter Porsche sowie Chefdesigner Ferdinand Alexander Porsche, verließen daraufhin das Unternehmen, und aus der Dr. Ing. h.c. F. Porsche KG wurde im selben Jahr die Porsche Aktiengesellschaft. Neuer Vorstandsvorsitzender und somit Ferry Porsches Nachfolger wurde Ernst Fuhrmann. 1984 wurden die nicht stimmberechtigten Vorzugsaktien des Unternehmens für 780 DM das Stück an die Börse gebracht, der Eröffnungskurs betrug 1020 DM. Die Stammaktien blieben im Besitz der Familien Piëch und Porsche.
Bis in die 1980er-Jahre behauptete sich Porsche mit einer relativ kleinen Stückzahl am Sportwagenmarkt erfolgreich. In wirtschaftliche Schwierigkeiten kam Porsche Ende der 1980er-Jahre insbesondere durch einen stark gesunkenen Dollarkurs. Im Geschäftsjahr 1991/92 verkaufte der Hersteller nur 23.000 Fahrzeuge und bilanzierte ein Jahr später einen Verlust von 240 Millionen DM.
1992 wurde Wendelin Wiedeking Vorstandssprecher und 1993 Vorsitzender des Vorstandes bis 2009. Seit dem Geschäftsjahr 1994/95 werden wieder Gewinne ausgewiesen und die Gesellschaft hatte sich zum rentabelsten Automobilhersteller der Welt und zum größten Steuerzahler Stuttgarts, noch vor Daimler-Benz, entwickelt. Innerhalb von zwei Jahren wurde das Management radikal umstrukturiert und das Produktangebot erweitert.
1993 stellte Porsche den Boxster als Prototypen auf der Detroit Motor Show vor, im August 1996 erfolgte dann die Markteinführung in Deutschland. Der Mittelmotor-Roadster Boxster erweiterte seit 1996 – ebenso wie ab 2005 das Coupé-Modell Cayman – das Angebot. 1997 wurde der 996 als erster Porsche 911 mit Wasserkühlung anstatt der über Jahrzehnte üblichen Luftkühlung gebaut und damit dem Sportwagensegment angepasst. Von 2002 an erschloss sich das Unternehmen mit der ersten Generation des Porsche Cayenne zudem den Markt im Bereich des Sport Utility Vehicle (SUV).
Porsche war 2006 mit einem Absatz von 97.000 Fahrzeugen der kleinste unabhängige deutsche Autoproduzent. Wie die Welt am Sonntag unter Berufung auf eine Studie des Prognose-Instituts B&D-Forecast berichtete, verdiente Porsche im Schnitt je Fahrzeug 21.799 Euro vor Steuern. Dies sei neunmal so viel wie beim Zweitplatzierten BMW.
1999 gab es eine Kontroverse über die Entschädigung ehemaliger NS-Zwangsarbeiter. Mit der Begründung, das Unternehmen sei eine Neugründung von 1948, lehnte Porsche zunächst alle Entschädigungszahlungen ab, obwohl eine Klage eines 74-jährigen Polen vorlag, der 1942 bis 1945 Zwangsarbeit bei Porsche geleistet hatte. Nachdem die Klage vom Stuttgarter Landgericht abgewiesen wurde, trat Porsche jedoch der Stiftungsinitiative der deutschen Wirtschaft bei, die das Ziel hatte, mit einem Milliardenfonds die Entschädigung von Zwangsarbeitern zu regeln. Zudem verpflichtete sich das Unternehmen, „alle Personen, die ihre unfreiwillige Arbeit plausibel belegen können, unverzüglich mit jeweils 10.000 Mark zu entschädigen“. Zu diesem Zeitpunkt hatten sich fünf Personen als ehemalige Zwangsarbeiter bei Porsche gemeldet.

### Verhältnis zu Volkswagen
Die ersten Porsche-Sportwagen vom Typ 356 (1948) enthielten viele VW-Komponenten. Spätere gemeinsame Engagements waren der Porsche 914, auch bekannt als VW-Porsche (1969/1970), und der Porsche 924, den Porsche zunächst für Volkswagen entwickelte, jedoch entgegen ursprünglicher Planung von 1976 bis 1988 unter eigenem Namen verkaufte. Anfang der 1990er-Jahre produzierte Porsche den Audi RS2, einen auf dem damaligen Audi 80 Avant basierenden Kombi mit turbogeladenem Fünfzylindermotor, der sichtbare Porsche-Merkmale und den Porsche-Schriftzug trug, im Lohnauftrag für die Volkswagen-Tochter. Die Geländewagen Porsche Cayenne und VW Touareg wurden bis 2002 unter der Führung von Porsche auf Basis einer gemeinsamen Plattform entwickelt. Daher sind Fahrwerk- sowie Elektrik- und Rohbauteile weitestgehend identisch. Zudem wird die Karosserie beider Fahrzeuge im VW-Werk Bratislava produziert.
Von 1993 bis 2002 war Ferdinand Piëch, Ferdinand Porsches Enkel und Hauptaktionär der Porsche AG (und „geistiger Vater“ des legendären Porsche 917 als Leiter der damaligen Rennsport-Abteilung in Weissach), Vorstandsvorsitzender bei Volkswagen, bis April 2015 war er Aufsichtsratsvorsitzender des VW-Konzerns.
Ab dem Jahr 2005 hatte Porsche seine Beteiligung an VW kontinuierlich erweitert. Nach dem Erwerb von 30,9 % der Stammaktien von Volkswagen wurde im Jahr 2007 auf Beschluss einer außerordentlichen Hauptversammlung das operative Geschäft der Porsche AG in eine neu gegründete Tochtergesellschaft Porsche Fünfte Vermögensverwaltung AG ausgegliedert. Ausgenommen von der Ausgliederung waren die Beteiligungen an VW und der neuen Porsche Fünfte Vermögensverwaltungs AG. Anschließend wurde am 13. November 2007 die „alte“ Porsche AG in Porsche Automobil Holding SE (kurz Porsche SE) umgewandelt und die Porsche Fünfte Vermögensverwaltungs AG wiederum in Dr. Ing. h.c. F. Porsche AG umbenannt, welche als hundertprozentige Tochtergesellschaft die Autoproduktion weiterführt.

### 2009: Verlust der Unabhängigkeit
Nach Auslagerung der Automobilproduktion baute die Porsche SE im Laufe der Jahre 2007 und 2008 die Beteiligung an VW weiter aus, mit dem Ziel, die Kontrolle über VW zu erlangen. Finanziert wurde der Beteiligungserwerb über Bankverbindlichkeiten von 10 Milliarden Euro.
Im Mai 2009 gab dann Porsche aber bekannt, die Schaffung eines „integrierten Automobilkonzerns“ mit Volkswagen anzustreben. Hintergrund der Ankündigung waren Finanzierungsprobleme bei den Bankkrediten, die Porsche dazu zwangen, die geplante Übernahme von VW aufzugeben. Des Weiteren wurde mitgeteilt, dass der bisherige Vorstandsvorsitzende von Porsche, Wendelin Wiedeking, und sein Vertreter Holger Härter – beide hatten die gescheiterte Übernahme von Volkswagen vorangetrieben – das Unternehmen verlassen. Im Dezember 2009 erwarb Volkswagen von der Porsche SE eine 49,9-prozentige Beteiligung an der Porsche AG.
Zum 1. August 2012 übernahm Volkswagen die Porsche AG komplett.
Die Zusammenführung der beiden Unternehmen zwischen 2007 und 2012 ist im Artikel über die Porsche Automobil Holding beschrieben.

### Wappen
1952 entstand das Porsche-Wappen. Gelegentlich wird 1954 als Jahr des Entwurfs genannt. Das Wappen tauchte erstmals Ende 1952 auf einer Lenkradnabe auf und seit 1954 ziert es die Fronthaube jedes Serienporsche.
Ferry Porsche beauftragte den Werbeleiter Hermann Lapper, ein Firmenzeichen zu gestalten. Das Ziel war ein Qualitätssiegel für den Porsche Typ 356. Der Entwurf wurde schließlich von Franz Xaver Reimspieß erstellt – einem zeichnerisch begabten Porsche-Ingenieur. Eine andere Quelle nennt Erwin Komenda als Urheber. Bis heute haben sich nur Kleinigkeiten am Wappen geändert. Die einzelnen Komponenten des Wappens symbolisieren die Bedeutung des Produktionsstandortes Stuttgart-Zuffenhausen in (Baden-)Württemberg. Das Porsche-Wappen enthält das Stuttgarter Wappentier, das Landeswappen des freien Volksstaates Württemberg von 1922 und die Schriftzüge „Porsche“ und „Stuttgart“.
2023 hat Porsche das Wappen überarbeitet und modernisiert. Die roten Flächen sind nun mit einem Wabenmuster unterlegt. Außerdem kennzeichnet die Turbo-Modelle nun ein Wappen im dunkelgrauen Farbton Turbonit.

Wappen des freien Volksstaates Württemberg (1922 bis 1933)[47]
Wappen der Stadt Stuttgart
Das klassische Wappen der Marke Porsche
Porsche-Warenzeichen, wie es auf Porsche-Bauteilen verwendet wird

### Einfluss des Unternehmens auf die Autobranche
Porsche war in vielen Bereichen des Rennsports sehr erfolgreich. Besondere Beachtung verdient Porsche für die Erfolge beim 24-Stunden-Rennen von Le Mans (19 Siege), in der Formel 1 (ein Sieg im Jahr 1962, in den 1980er-Jahren Motoren für McLaren unter dem Label TAG), bei der Targa Florio (11 Siege) sowie bei der Rallye Paris-Dakar mit dem Modell 959.
Einige Unternehmen aus der Fahrzeugbranche suchen Rat von Porsche bei der Entwicklung neuer Modelle und insbesondere bei der Entwicklung von Motoren. Dazu gehören unter anderem Audi, Volkswagen, Studebaker, Seat, Lada, Daewoo, Opel und Subaru. Für Harley-Davidson entwickelte die Porsche Engineering Group neben dem Prototyp Nova (1979–1980) die Motoren der Baureihe Evo (1984–1999) sowie VRSC (2002–). Unter vielem anderen entstammt der Kardanantrieb der Motorräder von Yamaha der Entwicklungsarbeit Porsches.
Solche Entwicklungsaufträge erfüllt die Porsche Engineering Group, eine hundertprozentige Tochter der Porsche AG, die vor allem auf das Entwicklungszentrum in Weissach zurückgreift. Dort werden auch die Serienfahrzeuge entwickelt.

### Börsengang

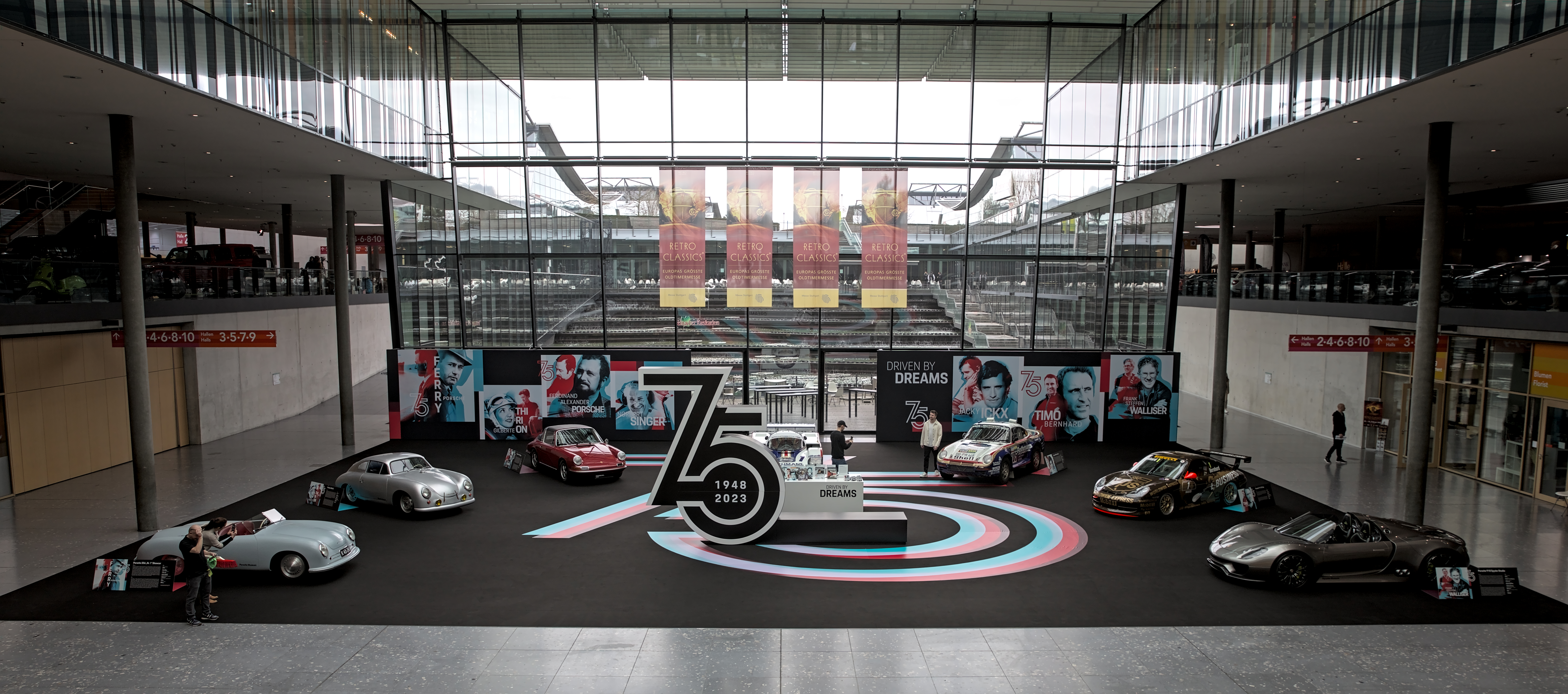
75-jähriges Jubiläum auf den Retro Classics 2023

Seit Februar 2022 prüften Volkswagen und Porsche konkret einen Börsengang der Porsche AG, der schon Jahre zuvor immer wieder angedacht worden war. Zur Vorbereitung wurde das Grundkapital der Porsche AG in 911 Mio. Aktien, davon 50 % Vorzugsaktien und 50 % Stammaktien, unterteilt. Anfang September 2022 fiel dann die Grundsatzentscheidung für ein öffentliches Angebot von bis zu 113.875.000 Aktien – darin enthalten fast 15 Millionen für eine mögliche Mehrzuteilung – der nicht stimmberechtigten Vorzugsaktien der Porsche AG (also bis zu 12,5 % des gesamten Grundkapitals) im Regulierten Markt der Frankfurter Wertpapierbörse (Prime Standard). Die Aktie wurde in einer Spanne zwischen 76,50 und 82,50 Euro angeboten, am Vortag des ersten Handelstags wurde aufgrund der hohen Nachfrage der Ausgabepreis der Vorzugsaktie auf 82,50 Euro festgelegt. Allein die Platzierung der Vorzugsaktie brachte damit 9,39 Milliarden Euro brutto ein. Vier Ankerinvestoren hatten sich vorab verpflichtet, Vorzugsaktien für bis zu 3,68 Milliarden Euro zu zeichnen, garantierten damit fast 40 % des Emissionserlöses. Das am Mutterkonzern Volkswagen beteiligte Emirat Katar hatte sich vorab bereiterklärt, über die Qatar Holding, die Investmentsparte seines Staatsfonds QIA, bis zu einem Fünftel der Emission zu zeichnen, was rund 1,8 Mrd. Euro entspricht. Der norwegische Ölfonds und der US-amerikanische Vermögensverwalter T. Rowe Price zeichneten jeweils 750 Mio. Euro, die staatsnahe Abu Dhabi Developmental Holding Company (ADQ) 300 Millionen. Die Familien Porsche und Piech, die die Mehrheit an Volkswagen halten, erwarben parallel dazu über die Porsche Automobil Holding SE 25 % plus eine der stimmberechtigten, nicht börsengehandelten Stammaktien (Sperrminorität) zum Preis der Vorzüge zuzüglich einer Prämie von 7,5 %. Am 18. September 2022 beschlossen Vorstand und Aufsichtsrat des VW-Konzerns, dass der Börsengang am 29. September des Jahres erfolgt. Das Kürzel der Aktie lautet in Anspielung auf ihr Erfolgsmodell „P911“. Die Volkswagen AG wird für Dezember 2022 eine außerordentliche Hauptversammlung einberufen, in der sie vorschlägt, Anfang 2023 eine Sonderdividende von 49 % der Bruttogesamterlöse aus der Platzierung der Vorzugsaktien und dem Verkauf der Stammaktien auszuschütten. Seit dem 19. Dezember 2022 ist die Aktie der Porsche AG Teil des deutschen Leitindex DAX.

### Batteriefertigung
2021 hatte Porsche mit der Fraunhofer Ausgründung Customcells aus Itzehoe das Joint Venture Cellforce zur Batterieherstellung gebildet; Porsches Anteil beträgt 72,7 Prozent. Das Joint Venture wurde mit 60 Millionen Euro vom Bund und dem Land Baden-Württemberg gefördert. Der Unternehmenssitz ist Tübingen. Beim Start arbeiteten dort 23 Mitarbeiter. Im Oktober 2022 wurde der Grundstein für eine Fabrik in der Nähe von Reutlingen gelegt. Dabei setzt Porsche auf einen hohen Anteil an Silizium in der Anode, eine Alternative zum Grafit in der Lithium-Ionen Batterie. Dadurch soll die Speicherfähigkeit verzehnfacht werden.

## Abgasskandal
Im Zuge des Abgasskandals wurden in dem Zusammenhang im Jahr 2017 Ermittlungen der Staatsanwaltschaft Stuttgart gegen einzelne Porsche-Mitarbeiter aufgenommen. Im selben Jahr wurde Porsche vom Kraftfahrt-Bundesamt (KBA) angewiesen, 21.500 Cayenne-Dieselfahrzeuge zurückzurufen und 2018 noch einmal 60.000 weitere der Typen Cayenne und Macan. Bei all diesen Fahrzeugen kann es demnach auf Grund illegaler Abschaltvorrichtungen zu erhöhten Stickoxid-Emissionen kommen. Wenige Monate nach dieser Aufforderung gab Porsche im September 2018 bekannt, aus der Produktion von Fahrzeugen mit Dieselantrieb aussteigen zu wollen.
Im Mai 2019 verhängte die Staatsanwaltschaft Stuttgart wegen fahrlässiger Verletzung der Aufsichtspflicht ein Bußgeld von 535 Millionen Euro gegen Porsche. Im Juli 2019 wurde durch die deutsche Umwelthilfe (DUH) erneut gemeldet, dass Porsche-Diesel-Fahrzeuge der Abgasnorm Euro 5 und Euro 6 die Grenzwerte für Stickoxiden (NOx) im Fahrbetrieb um ein Vielfaches überschreiten. Der Grenzwert für Labormessung hingegen wird eingehalten. Die DUH bestreitet die Wirksamkeit der erfolgten Umrüstungen, obwohl auch deren Überprüfung eine Reduktion der Emissionen um rund 38 Prozent bestätigte. Der Motorhersteller (VW-Konzern) verwies darauf, dass die Werte im Labor zu ermitteln seien. Diese Auffassung wird vom Kraftfahrt-Bundesamt bestätigt.

## Unternehmensprofil

### Produktionsstandorte

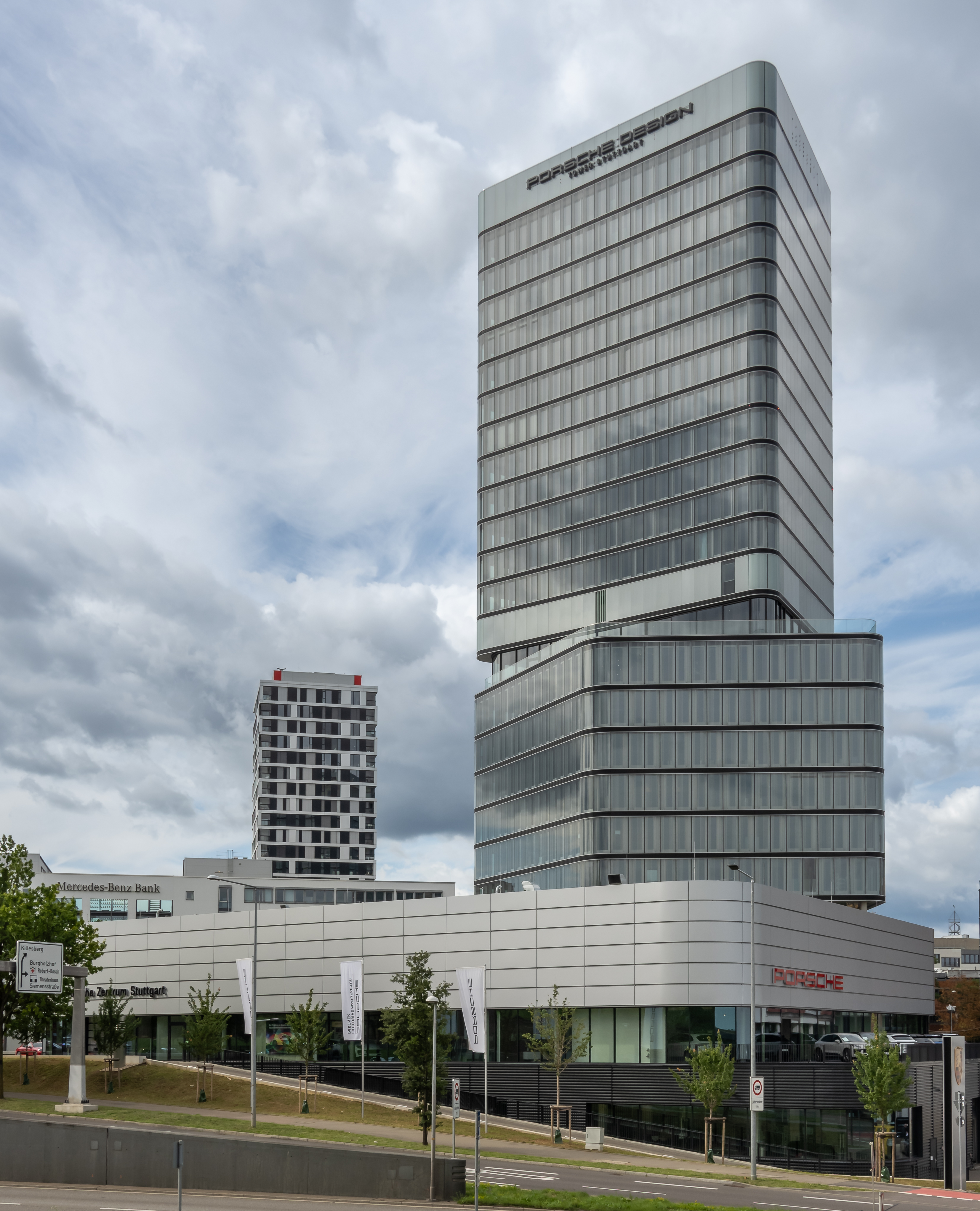
Porsche Design Tower am Pragsattel in Stuttgart

Porsche-Fahrzeuge werden aktuell (November 2022) im Stammwerk Stuttgart-Zuffenhausen (718, 911, Taycan), dem Werk Leipzig (Macan, Panamera) und im Volkswagen-Werk Bratislava (Cayenne) hergestellt.
Von April 2019 bis Mai 2021 errichteten Porsche und die Schuler AG auf einem 13 Hektar großen Areal im Star Park nahe Halle (Saale) ein gemeinsames Presswerk. Dort werden seit Juni 2021 Pressteile für Karosserien gefertigt.
Mit einer Fertigungsstätte in Malaysia, deren Errichtung im August 2021 beschlossen wurde, lässt Porsche seit Fertigstellung des Werks 2022 erstmals außerhalb von Europa Fahrzeuge (Porsche Cayenne) in CKD-Produktionsweise zusammensetzen.
In der Vergangenheit wurden einzelne Porsche-Modelle auch bei Volkswagen Osnabrück (Boxster/Cayman (981), Überlaufproduktion Cayenne (92A) und 718 Cayman (982)) oder Valmet Automotive in Finnland (Boxster 986 und 987; Cayman 987) gefertigt.

### Tochterunternehmen

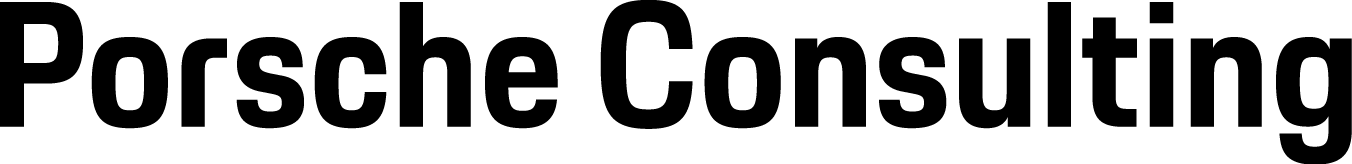
Logo von Porsche Consulting

Zum Konzernverbund der Porsche AG gehören unter anderem folgende Tochtergesellschaften:
- Porsche Consulting GmbH mit Sitz im Porsche Design Tower in Stuttgart. Porsche Consulting bietet konzernintern und am freien Markt Unternehmensberatung an.
- Porsche Dienstleistungs GmbH mit Sitz in Stuttgart-Zuffenhausen. Die PDLG unterhält die Gastronomie im Neuen Porsche Museum und im Kundenzentrum Leipzig. Des Weiteren hilft sie bei Events der Porsche AG aus (z. B. Porsche Tennis Grand Prix, IAA)
- Porsche Engineering Group GmbH mit Sitz in Weissach
- Porsche Financial Services GmbH mit Sitz in Bietigheim-Bissingen. Die PFS bietet Finanzdienstleistungen wie Leasing und Darlehen speziell für Porsche-Fahrzeuge an. Weiter gehören auch der Porsche Versicherungsdienst und die Porsche Kreditkarte zum Geschäft der PFS.
- Porsche Lizenz- und Handelsgesellschaft mbH mit Sitz in Ludwigsburg. Die PLH vertreibt Textilien, Accessoires, Luxus- und Lifestyle-Artikel der Marken Porsche Design sowie Porsche Design Driver’s Selection
- Porsche Werk Leipzig GmbH, Produktionswerk
- MHP Management- und IT-Beratung GmbH mit Sitz in Ludwigsburg bietet konzernintern und am freien Markt Unternehmensberatung für Prozess- und IT-Dienstleistungen an.
- Porsche Logistik GmbH, Zentrales Ersatzteillager der Porsche AG in Sachsenheim
- Porsche Digital GmbH, Ludwigsburg
- Porsche Werkzeugbau GmbH, Schwarzenberg

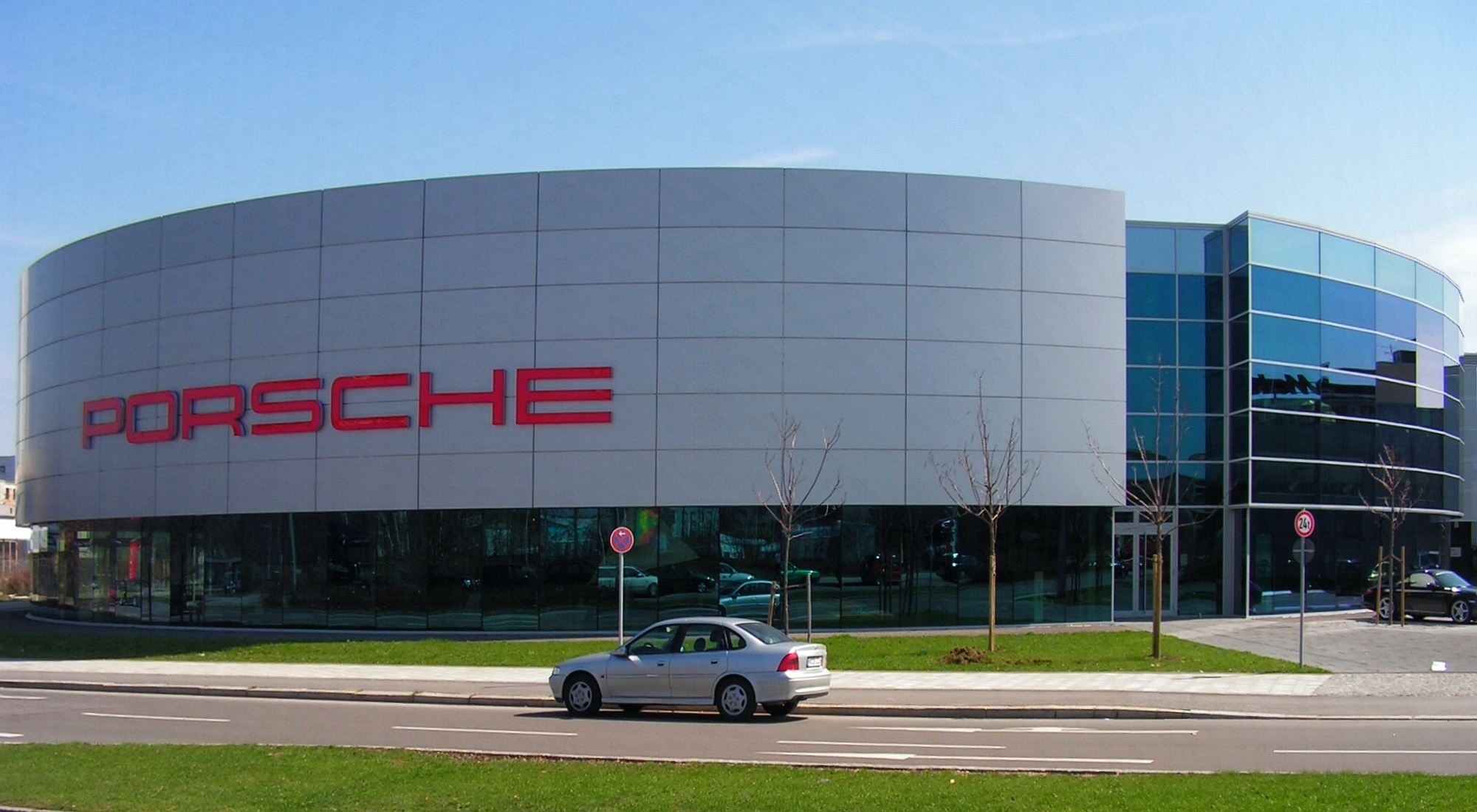
Aktueller Architektur-Stil für ein Porsche-Vertriebszentrum (2005, München Süd)

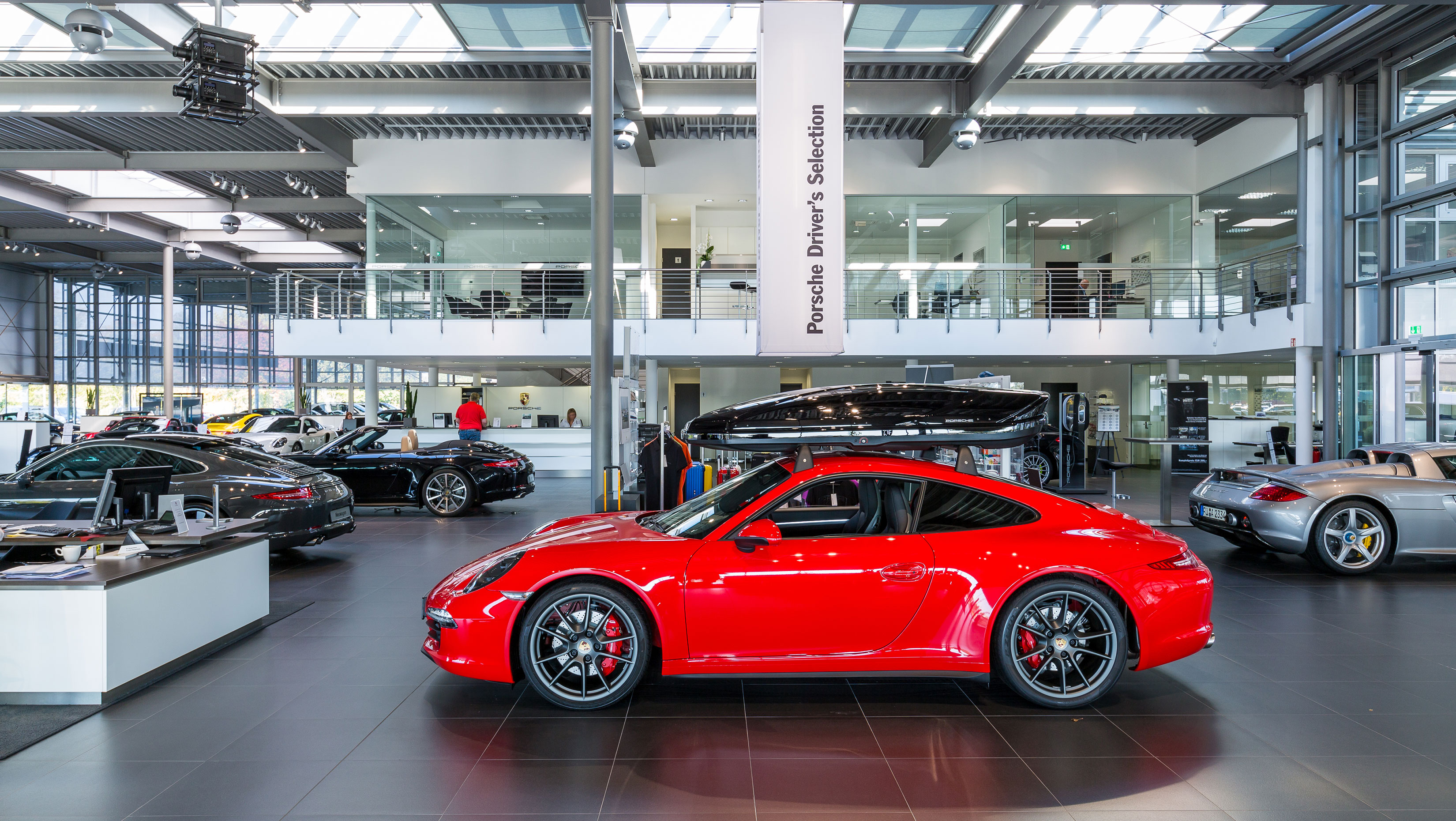
Innenansicht eines Porsche-Zentrums

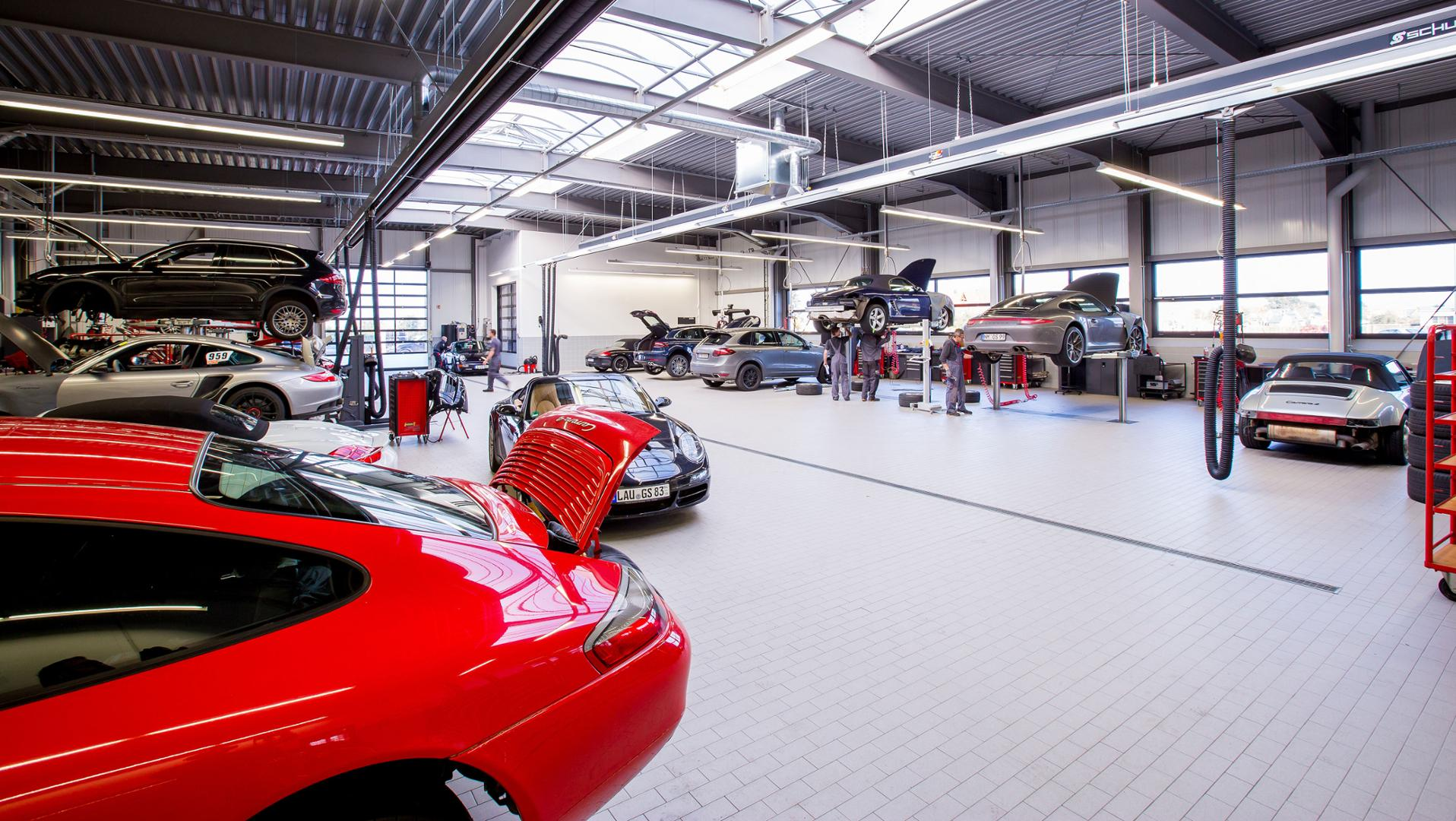
Blick in die Werkstatt eines Porsche-Zentrums

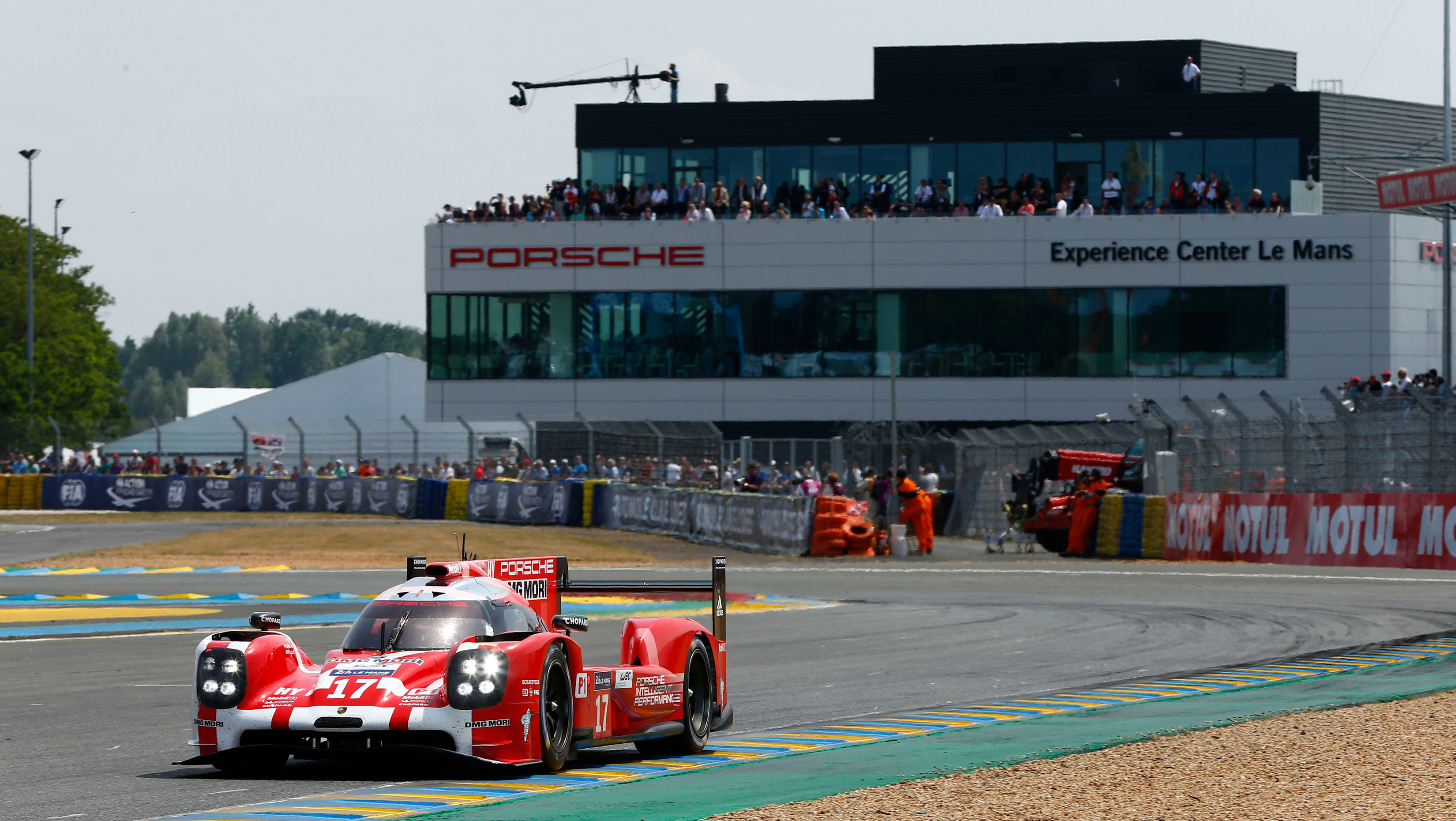
Das Porsche Experience Center in Le Mans

### Vertrieb
Der Vertrieb der Porsche-Fahrzeuge in Deutschland erfolgt seit 1991 über Porsche-Zentren, wovon es 86 im Jahr 2016 gab. Bis Anfang der 1990er-Jahre erfolgte der Vertrieb noch über insgesamt 220 Porsche-Händler, die meist ursprünglich oder zeitgleich Volkswagen-Händler waren. Die Nachwirkungen dieser aus den Anfangsjahren von Porsche hervorgegangenen Vertriebsallianz mit VW lassen sich auch heute noch in der häufig engen Nachbarschaft zwischen VW-Händlern und Porsche-Zentren entdecken.
Weltweit vertreibt Porsche seine Modelle über ein Netz aus rund 830 Porsche-Zentren. Zusätzlich bestehen weltweit 43 Porsche-Zentren, die sich als zertifizierte Porsche Classic Partner um die Wartung und Reparatur klassischer Porsche-Fahrzeuge kümmern. In den Niederlanden (Provinz Gelderland) und Frankreich (Rouen) wurden außerdem 2015 und 2016 die weltweit ersten Porsche Classic Zentren, eigene Zentren nur für klassische Fahrzeuge, eröffnet.
In Experience Centern an den Standorten Los Angeles, Atlanta, Le Mans, Silverstone und Leipzig bietet Porsche Besuchern Fahrprogramme und -trainings auf eigenen Test- und Entwicklungsstrecken.
Seit Sommer 2000 erfolgt der Vertrieb in Deutschland über die eigens dafür gegründete Vertriebsgesellschaft Porsche Deutschland GmbH. Die in Bietigheim-Bissingen ansässige Gesellschaft beschäftigte im Jahr 2007 circa 100 Mitarbeiter.

### Zahlen und Daten
| Region         | Umsatz (Mrd. Euro) | Anteil |
| -------------- | ------------------ | ------ |
| Nordamerika    | 11,7               | 29,5 % |
| China          | 09,5               | 23,6 % |
| Europa         | 08,8               | 21,7 % |
| Deutschland    | 04,9               | 12,0 % |
| restliche Welt | 05,8               | 14,3 % |

| Geschäftsjahr | Gewinn vor Steuern (Mio. Euro) | Umsatz (Mrd. Euro) | Gesamtabsatz (Fahrzeuge) |
| ------------- | ------------------------------ | ------------------ | ------------------------ |
| 1994/1995     | .0005,8                        | 01,333             | 021.124                  |
| 1995/1996     | .0027,9                        | 01,438             | 019.262                  |
| 1996/1997     | .0084,5                        | 02,093             | 032.383                  |
| 1997/1998     | .0166                          | 02,591             | 036.686                  |
| 1998/1999     | .0357                          | 03,161             | 043.982                  |
| 1999/2000     | .0434                          | 03,648             | 048.797                  |
| 2000/2001     | .0592                          | 04,442             | 054.586                  |
| 2001/2002     | .0828                          | 04,857             | 054.234                  |
| 2002/2003     | .0933                          | 05,582             | 066.803                  |
| 2003/2004     | 1.088                          | 06,148             | 076.827                  |
| 2004/2005     | 1.238                          | 06,574             | 088.379                  |
| 2005/2006     | 2.110                          | 07,273             | 096.794                  |
| 2006/2007     | 5.857 a                        | 07,368             | 097.515                  |
| 2007/2008     | 1.228 b                        | 06,247 b           | 098.652 c                |
| 2010          | 1.736                          | 09,232             | 096.473                  |
| 2011          | 2.108                          | 10,928             | 116.978                  |
| 2012          | 2.648                          | 13,865             | 143.096                  |
| 2013          | 2.784                          | 14,326             | 162.145                  |
| 2014          | 3.060                          | 17,205             | 187.208                  |
| 2015          | 3.382                          | 21,553             | 225.121 d                |
| 2016          | 3.697                          | 22,318             | 237.778 d                |
| 2017          | 4.046                          | 23,491             | 246.375 d                |
| 2018          | 4.552                          | 25,784             | 256.255 d                |
| 2020          |                                |                    | 272.162                  |
| 2022          |                                |                    | 309.884                  |
| 2023          | 7.284                          | 40,530             | 320.221                  |

Der deutsche Wirtschaftswissenschaftler Ferdinand Dudenhöffer untersuchte in einer Studie die Profitabilität von Automobilherstellern. Dieser zufolge erwirtschaftete Porsche (im ersten Halbjahr 2018) knapp 17.000 Euro Betriebsgewinn pro verkauftem Fahrzeug.

### Neuzulassungen von Personenkraftwagen sowie Marktanteile in Deutschland
| Jahr | Einheiten | Marktanteil in Prozent | Produktion Deutschland | Produktion Finnland | Gesamtproduktion |
| ---- | --------- | ---------------------- | ---------------------- | ------------------- | ---------------- |
| 2023 |           |                        |                        |                     | 320.221          |
| 2022 | 29.315    | 1,1                    |                        |                     |                  |
| 2020 | 26.319    | 0,90                   |                        |                     | 272.162          |
| 2017 | 29.276    | 0,85                   | 255.016                | .00000              | 255.016          |
| 2016 | 30.203    | 0,90                   | 235.509                | .00000              | 235.509          |
| 2015 | 28.543    | 0,89                   | 233.664                | .00000              | 233.664          |
| 2014 | 24.365    | 0,80                   | 202.905                | .00000              | 202.905          |
| 2013 | 20.799    | 0,70                   | 165.587                | .00000              | 165.587          |
| 2012 | 20.516    | 0,70                   | 086.083                | .00000              | 086.083          |
| 2011 | 18.690    | 0,60                   | 125.005                | 02.015              | 127.020          |
| 2010 | 16.257    | 0,56                   | 089.144                | 06.385              | 095.529          |
| 2009 | 15.343    | 0,40                   | 065.223                | 10.414              | 075.637          |
| 2008 | 16.221    | 0,52                   | 080.576                | 16.145              | 096.721          |
| 2007 | 17.663    | 0,56                   | 084.144                | 23.026              | 107.170          |
| 2006 | 17.490    | 0,50                   | 066.119                | 32.393              | 098.512          |
| 2005 | 16.565    | 0,50                   | 076.902                | 21.233              | 098.135          |
| 2004 | 16.223    | 0,50                   | 074.044                | 10.051              | 084.095          |
| 2003 | 14.252    | 0,44                   | 068.326                | 12.998              | 081.324          |
| 2002 | 12.212    | 0,38                   | 035.705                | 20.198              | 055.903          |
| 2001 | 11.683    | 0,35                   | 033.340                | 23.406              | 056.746          |
| 2000 |           |                        | 032.423                | 19.151              | 051.574          |
| 1999 |           |                        | 031.255                | 14.912              | 046.167          |

### Gebrauchtwagenvermarktung
Porsche vermarktet aufbereitete Gebrauchtwagen unter der Bezeichnung „Porsche Approved“, die vor dem Verkauf in 111 Punkten geprüft werden.

## Unternehmensführung

### Vorstand
| Geschäftsbereich          | Person           |
| ------------------------- | ---------------- |
| Vorsitzender              | Oliver Blume     |
| Personal- und Sozialwesen | Andreas Haffner  |
| Forschung und Entwicklung | Michael Steiner  |
| Finanzen und IT           | Jochen Breckner  |
| Beschaffung               | Barbara Frenkel  |
| Vertrieb und Marketing    | Matthias Becker  |
| Produktion und Logistik   | Albrecht Reimold |

Vorstandsvorsitzende seit 1972
- 1972–1980: Ernst Fuhrmann
- 1981–1987: Peter W. Schutz
- 1988–1990: Heinz Branitzki
- 1990–1992: Arno Bohn
- 1993–2009: Wendelin Wiedeking
- 2009–2010: Michael Macht
- 2010–2015: Matthias Müller
- seit 2015: Oliver Blume

### Aufsichtsrat
Der Aufsichtsrat der Porsche AG setzte sich mit Stand vom 12. August 2019 wie folgt zusammen:
- Wolfgang Porsche, Aufsichtsratsvorsitzender
- Harald Buck, Porsche Gesamt- und Konzernbetriebsratsvorsitzender
- Hans Michel Piëch, Rechtsanwalt
- Ferdinand Oliver Porsche, Beteiligungsmanagement
- Hans Peter Porsche, Ingenieur
- Hans Dieter Pötsch, Aufsichtsratsvorsitzender der Volkswagen AG, Vorstandsvorsitzender der Porsche SE
- Andreas Renschler, Mitglied des Vorstandes der Volkswagen AG
- Gunnar Kilian, Mitglied des Vorstandes der Volkswagen AG
- Hiltrud Werner, Mitglied des Vorstands der Volkswagen AG
- Frank Witter, Mitglied des Vorstands der Volkswagen AG
- Wolfgang von Dühren, Sachgebietsleiter Vertriebsplanung
- Hans Peter Schützinger, Mitglied der Geschäftsführung der Porsche Holding GmbH
- Sabine Zach, Gewerkschaftssekretärin der IG Metall, Bezirksleitung Berlin-Brandenburg-Sachsen
- Hansjörg Schmierer, Geschäftsführer Mitglieder und Finanzen der IG Metall Stuttgart
- Manfred Pache, Mitglied des Gesamtbetriebsrats
- Axel Weyland, Leiter Antriebsstrang der Porsche Engineering Services GmbH
- Jordana Vogiatzi, Gewerkschaftssekretärin der IG Metall – Verwaltungsstelle Stuttgart
- Knut Brenner, IT-Referent des Konzern- und Gesamtbetriebsrats der Porsche AG

## Modelle

Logos der aktuellen Modelle
Porsche 718 (Boxster und Cayman)
Porsche 911
Porsche Cayenne
Porsche Macan
Porsche Panamera
Porsche Taycan

### Serienmodelle

#### Zeitleiste
| Bauzeit                               | Baureihe                     | Anmerkung | Bild |
| ------------------------------------- | ---------------------------- | --- | ---- |
| Seriensportwagen mit Boxermotor       |                              | |      |
| 1948–1965                             | Porsche 356                  | Das erste Serienauto von Porsche und direkter Vorgänger des Porsche 911. Er wurde verkauft als 356, 356 A, 356 B, 356 C. |      |
| 1954–1956                             | Porsche 550                  | Ein aus dem Porsche 356 entwickelter Rennwagen, der in Kleinserie auch an Kunden verkauft wurde |      |
| 1964–1989                             | Porsche 911                  | Der bekannteste Seriensportwagen von Porsche. Vorgestellt wurde er auf der IAA 1963 in Frankfurt zunächst als Porsche 901. Nach schriftlichem Protest von Peugeot wegen der Namensrechte wurde der Wagen in Porsche 911 umbenannt. |      |
| 1965–1969 und 1976                    | Porsche 912                  | Eine schwächere Version des 911 mit einem Vierzylindermotor aus dem 356 SC. Die Leistung des Motors wurde von 95 auf 90 PS gedrosselt. |      |
| 1970–1976                             | Porsche 914                  | Der VW-Porsche 914 entstand aus einer Zusammenarbeit mit VW. Er wurde als 914/4 mit vier Zylindern oder unter der Bezeichnung 914/6 mit dem Sechszylindermotor des 911 T angeboten. |      |
| 1971                                  | Porsche 916                  | Der Porsche 916 basierte auf dem 914/6. Er enthielt den Sechszylindermotor des Porsche 911 S. Es wurden insgesamt nur 11 Fahrzeuge vom 916 gebaut. |      |
| 1975–1989                             | Porsche 930                  | Besser bekannt als „911 Turbo“ wurde die Turbolader-Technik zwei Jahre nach BMW auch bei Porsche in einem Serienmodell angeboten. 1988 rollte der Turbo auch als Cabrio und Targa zu den Händlern. |      |
| 1987–1988                             | Porsche 959                  | basierend auf dem 911 und einer Gruppe-B-Studie von 1983. Es wurden 200 Fahrzeuge vom 959 gebaut. |      |
| 1988–1993                             | Porsche 964                  | Er enthielt viele Elemente des Porsche 959. Erstmals gab es auch einen allradgetriebenen 911, den Carrera 4, dessen Technik ebenfalls aus dem 959 resultierte. Den 964 gab es in zahlreichen Karosserie-Varianten. |      |
| 1993–1998                             | Porsche 993                  | Der Porsche 993 ist die letzte Version des 911 mit luftgekühltem Boxermotor. Den 993 gab es wie zuvor den 964 als Coupe, Cabrio, Turbo und erstmals wieder seit 1987 Targa mit elektrischem Glasdach. Neu waren die „S“-Modelle. Diese traten mit der verbreiterten Karosserieform des Turbo an. Außerdem gab es erstmals seit dem 935 mit dem 911 GT2 einen auf dem Turbo basierenden Rennwagen und mit dem Carrera RS einen gewichtsreduzierten 911 für Sportfahrer. |      |
| 1996–2004                             | Boxster/Typ 986              | Die erste Version des Porsche Boxster. Der Wagen verfügte über einen Sechszylinder-Boxer-Mittelmotor und wurde nur als Roadster angeboten. |      |
| 1997–2005                             | Porsche 996                  | In eine völlig neue Karosserie des „Elfers“ wurde jetzt ein wassergekühlter Motor eingebaut. Die Modelle lauten: Carrera, Carrera 4 und Carrera 4S sowie die dazugehörigen Cabrio-Varianten, ferner Targa, Turbo, Turbo S (beide Turbo Modelle auch als Cabrio) und 911 GT2, 911 GT3 sowie als limitiertes Homologationsmodell der 911 GT3 RS, der rund 300-mal verkauft wurde.                                                                                        |      |
| 2004–2009                             | Boxster/Typ 987              | Die nächste Version des Porsche Boxster. Er wurde seit 27. November 2004 verkauft. |      |
| 2004–2011                             | Porsche 997                  | Nachfolger des Porsche 996. Als Carrera, Carrera S, Carrera 4, Carrera 4S, Targa 4, Targa 4S, Turbo, GT3, GT3 RS, GT2 und GT2 RS erhältlich. Alle Modelle ausgenommen des GT3, GT3 RS, GT2 und GT2 RS sowie den Targa-Varianten waren auch als Cabrio erhältlich. |      |
| 2005–2012                             | Porsche Cayman (Typ 987c)    | Er basiert auf dem Porsche Boxster und wurde vom November 2005 bis Ende 2012 vermarktet. Im Gegensatz zum 911 handelt es sich beim Cayman um ein rein zweisitziges Sportcoupé. |      |
| 2011–2019                             | Porsche 991                  | Nachfolger des 997, im September 2011 erstmals auf der Frankfurter IAA präsentiert. |      |
| 2012–2016                             | Boxster/Typ 981              | Die dritte Generation des Porsche Boxster wurde am 14. April 2012 eingeführt. |      |
| 2013–2016                             | Porsche Cayman (Typ 981c)    | Er ist der Nachfolger des Porsche Cayman (Typ 987c) und wurde zwischen 2013 und 2016 vermarktet. |      |
| seit 2016                             | 718 Boxster/Typ 982          | Die aktuelle Version des Porsche Boxster. Im Gegensatz zu den Vorgängermodellen kommen Vierzylinder-Motoren mit Turboaufladung zum Einsatz. |      |
| seit 2016                             | Porsche 718 Cayman (Typ 982) | Er ist der Nachfolger des Porsche Cayman (Typ 981c) und wird seit 2016 verkauft. Wie auch beim neuen Boxster kommen nun Vierzylinder-Motoren mit Turboaufladung zum Einsatz. |      |
| seit 2019                             | Porsche 992                  | Der Porsche 992 ist das Nachfolgemodell des 991 und kam 2019 in den Handel. |      |
| Seriensportwagen mit Reihenmotor      |                              | |      |
| 1975–1988                             | Porsche 924                  | Der Wagen wurde ursprünglich als Nachfolger des VW-Porsche 914 für VW entwickelt und anfangs mit einem modifizierten Audi-Reihenmotor gebaut. |      |
| 1979–1982                             | Porsche 931                  | Verkauft wurde der Porsche 931 unter der Bezeichnung „Porsche 924 Turbo“ Anfang der 1980er-Jahre. |      |
| 1981                                  | Porsche 937                  | Verkauft als „Porsche 924 Carrera GT“, verkörpert er die straßenzugelassene Rennversion des Porsche 924 Carrera GTS. |      |
| 1981–1991                             | Porsche 944                  | Der Nachfolger des Porsche 924 wurde als Coupé und als Cabrio gebaut und erzielte in den 1980er-Jahren den größten Umsatz für Porsche. Die Karosserie stammte vom Porsche 924, jedoch waren die Kotflügel verbreitert, sodass die Karosserie wie die des 924 Carrera GT aussah. |      |
| 1985–1991                             | Porsche 951                  | Der Porsche 951 wurde als „Porsche 944 Turbo“ vermarktet. Dieser Wagen war das Spitzenmodell der 944er-Reihe. |      |
| 1992–1995                             | Porsche 968                  | Der Nachfolger des Porsche 944. Als Coupé, Cabrio und CS (Clubsport) wurden 11.241 Stück des Wagens von 1992 bis 1995 produziert. Eine Turbo-Variante mit 305 PS wurde 1993/94 nur 10-mal hergestellt. |      |
| Seriensportwagen mit V-Motor          |                              | |      |
| 1977–1995                             | Porsche 928                  | Das Modell, das den Porsche 911 ablösen sollte. Dieser Wagen gehört zu den Gran Turismo. Er hatte einen V-Motor vom Typ V8 und wurde bis 1995 gebaut. Topmodell war der 928 GTS. |      |
| 2003–2006                             | Porsche Carrera GT           | Der damals stärkste Serienwagen, der von Porsche produziert wurde. Er ist ein zur Serienreife entwickelter Rennwagen. Die Produktion endete mit dem 1270. Exemplar im Mai 2006. |      |
| Oberklasse-Limousine mit V-Motor      |                              | |      |
| 2009–2016                             | Porsche Panamera (G1)        | Dieses viertürige Sport-Coupé ist seit 2009 erhältlich. Die Motoren werden im Stammwerk in Zuffenhausen hergestellt. Das VW-Werk in Hannover liefert die Rohkarossen zu. Die Endmontage findet im Leipziger Werk von Porsche statt. |      |
| 2016–2023                             | Porsche Panamera (G2)        | Der Nachfolger des Porsche Panamera (G1) hatte am 28. Juni 2016 Premiere. Zusätzlich zur Schräghecklimousine wurde 2017 ein Kombi, der von Porsche Sport Turismo genannt wurde, vorgestellt. |      |
| seit 2023                             | Porsche Panamera (G3)        | Die dritte Generation der Baureihe wurde am 24. November 2023 vorgestellt. Der Sport Turismo entfällt. |      |
| Oberklasse-Limousine mit Elektromotor |                              | |      |
| seit 2019                             | Porsche Taycan               | Dieses viertürige Sport-Coupé ist seit 2019 im Handel. Das in Zuffenhausen produzierte Fahrzeug ist das erste rein batterieelektrisch angetriebene Modell von Porsche. |      |
| Sport Utility Vehicles                |                              | |      |
| 2002–2010                             | Porsche Cayenne (Typ 9PA)    | Das erste SUV-Modell von Porsche in Serienproduktion. Erhältlich als Cayenne, Cayenne S, Cayenne Turbo, Cayenne Turbo S und Cayenne GTS (Vorstellung IAA 2007). Basierend auf einer gemeinsamen Plattform mit dem VW Touareg und dem Audi Q7 wird er zum Großteil im gemeinsamen Produktionswerk in Bratislava montiert. Die Endmontage findet bei der Porsche Leipzig GmbH statt. Im März 2007 startete die überarbeitete Version mit erhöhten Leistungsdaten.        |      |
| 2010–2017                             | Porsche Cayenne (Typ 92A)    | Der Nachfolger des Porsche Cayenne (Typ 9PA). Erhältlich in fünf Motorversionen: 3,6-Liter-V6, ein Hybrid und ein 4,8-Liter-V8 für den Cayenne S, ein 4,8-Liter-V8 für den Cayenne Turbo und ein 3-Liter-Diesel. |      |
| seit 2014                             | Porsche Macan (Typ 95B)      | Der Macan ist das zweite SUV-Modell von Porsche. Der Wagen ist kleiner als der Cayenne und basiert auf dem Audi Q5. |      |
| seit 2017                             | Porsche Cayenne (Typ PO536)  | Die dritte Cayenne-Generation wurde auf der IAA 2017 vorgestellt. |      |
| seit 2019                             | Porsche Cayenne Coupé        | Auf Basis der dritten Generation des Cayenne wurde im März 2019 eine Coupé genannte Variante mit einem flacheren Dachverlauf vorgestellt. |      |
| seit 2024                             | Porsche Macan (Typ XAB)      | Die zweite Generation der Baureihe wird elektrisch angetrieben und basiert auf der Premium Platform Electric. |      |

#### Modellgeschichte

##### Modellgeschichte von 1948 bis 1973
| Modell (Jahr)         | Bezeichnung                 | Vmax                  | kW (PS)                           | Drehmoment            | Gewicht               | Grundpreis            |
| Modell 356 (Urmodell) | Modell 356 (Urmodell)       | Modell 356 (Urmodell) | Modell 356 (Urmodell)             | Modell 356 (Urmodell) | Modell 356 (Urmodell) | Modell 356 (Urmodell) |
| --------------------- | --------------------------- | --------------------- | --------------------------------- | --------------------- | --------------------- | --------------------- |
| 356 (1948/1951)       | 356 / 356 1100              | 140 km/h              | 29 kW (40 PS)                     | 70 Nm bei 2800/min    | 810 kg                |                       |
| 356 (1951)            | 356 1300                    | 145 km/h              | 32 kW (44 PS)                     | 81 Nm bei 2500/min    | 810 kg                |                       |
| 356 (1954)            | 356 1300 S                  | 160 km/h              | 44 kW (60 PS)                     |                       | 810 kg                |                       |
| 356 (1952/1953)       | 356 1500                    | 160 / 155 km/h        | 44 kW (60 PS) / 40 kW (55 PS)     | 106 Nm bei 2800/min   | 810 kg                |                       |
| 356 (1952)            | 356 America Roadster        | 175 km/h              | 51 kW (70 PS)                     | 108 Nm bei 3600/min   | 750 kg                |                       |
| 356 (1953)            | 356 1500 S                  | 170 km/h              | 51 kW (70 PS)                     | 108 Nm bei 3600/min   | 810 kg                |                       |
| Modell 356 (A-Modell) |                             |                       |                                   |                       |                       |                       |
| 356 (1956)            | 356 1300                    | 145 km/h              | 32 kW (44 PS)                     | 81 Nm bei 2500/min    | 885 kg                |                       |
| 356 (1956)            | 356 1300 S                  | 160 km/h              | 44 kW (60 PS)                     |                       | 885 kg                |                       |
| 356 (1956)            | 356 1500 GS Carrera         | 200 km/h              | 74 kW (100 PS)                    |                       | 810 kg                |                       |
| 356 (1957)            | 356 1500 GS Carrera GT      | 200 km/h              | 81 kW (110 PS)                    | 124 Nm bei 5200/min   | 885 kg                |                       |
| 356 (1956)            | 356 1600                    | 160 km/h              | 44 kW (60 PS)                     | 110 Nm bei 2800/min   | 885 kg                |                       |
| 356 (1956)            | 356 1600 S                  | 175 km/h              | 55 kW (75 PS)                     | 117 Nm bei 3700/min   | 885 kg                |                       |
| 356 (1959)            | 356 1600 GS Carrera de Luxe | 200 km/h              | 77 kW (105 PS)                    | 121 Nm bei 5000/min   | 885 kg                |                       |
| 356 (1959)            | 356 1600 GS Carrera GT      | 200 km/h              | 85 kW (115 PS)                    |                       | 885 kg                |                       |
| Modell 356 (B-Modell) |                             |                       |                                   |                       |                       |                       |
| 356 (1960)            | 356 1600                    | 160 km/h              | 44 kW (60 PS)                     | 110 Nm bei 2800/min   | 935 kg                |                       |
| 356 (1960)            | 356 Super 75                | 175 km/h              | 55 kW (75 PS)                     | 117 Nm bei 3700/min   | 935 kg                |                       |
| 356 (1960)            | 356 Super 90                | 185 km/h              | 66 kW (90 PS)                     | 121 Nm bei 5000/min   | 935 kg                |                       |
| 356 (1960)            | 356 1600 GS Carrera GT      | 200 km/h              | 85 kW (115 PS)                    |                       | 935 kg                |                       |
| 356 (1962)            | 356 Carrera 2               | 200 km/h              | 96 kW (130 PS)                    | 162 Nm bei 4600/min   | 1010 kg               | 26.700 DM             |
| Modell 356 (C-Modell) |                             |                       |                                   |                       |                       |                       |
| 356 (1963)            | 356 1600 C                  | 175 km/h              | 55 kW (75 PS)                     | 123 Nm bei 3600/min   | 935 kg                |                       |
| 356 (1963)            | 356 1600 SC                 | 185 km/h              | 70 kW (95 PS)                     | 124 Nm bei 4200/min   | 935 kg                |                       |
| 356 (1963)            | 356 Carrera 2               | 200 km/h              | 96 kW (130 PS)                    | 162 Nm bei 4600/min   | 1010 kg               | 26.700 DM             |
| Modell 911            |                             |                       |                                   |                       |                       |                       |
| 911 (1963/1966)       | 911 / 911 L                 | 210 km/h              | 96 kW (130 PS)                    | 174 Nm bei 4200/min   | 1080 kg               |                       |
| 911 (1967)            | 911 T                       | 205 km/h              | 81 kW (110 PS)                    | 157 Nm bei 4200/min   | 1080 kg               |                       |
| 911 (1968)            | 911 E                       | 215 km/h              | 103 kW (140 PS)                   | 175 Nm bei 4500/min   | 1080 kg               |                       |
| 911 (1966/1968)       | 911 S                       | 225 km/h              | 118 kW (160 PS) / 125 kW (170 PS) | 182 Nm bei 5500/min   | 1030 kg               |                       |
| 911 (1969)            | 911 T 2.2                   | 205 km/h              | 92 kW (125 PS)                    | 176 Nm bei 4200/min   | 1110 kg               |                       |
| 911 (1969)            | 911 E 2.2                   | 215 km/h              | 114 kW (155 PS)                   | 191 Nm bei 4500/min   | 1110 kg               |                       |
| 911 (1969)            | 911 S 2.2                   | 225 km/h              | 132 kW (180 PS)                   | 199 Nm bei 5200/min   | 1110 kg               |                       |
| 911 (1971)            | 911 T 2.4                   | 205 km/h              | 96 kW (130 PS)                    | 196 Nm bei 4000/min   | 1050 kg               |                       |
| 911 (1971)            | 911 E 2.4                   | 220 km/h              | 121 kW (165 PS)                   | 206 Nm bei 4500/min   | 1075 kg               |                       |
| 911 (1971)            | 911 S 2.4                   | 230 km/h              | 140 kW (190 PS)                   | 216 Nm bei 5200/min   | 1075 kg               |                       |
| Modell 914            |                             |                       |                                   |                       |                       |                       |
| 914 (1969)            | 914/4                       | 177 km/h              | 59 kW (80 PS)                     | 136 Nm bei 2700/min   | 940 kg                |                       |
| 914 (1969)            | 914/6                       | 207 km/h              | 81 kW (110 PS)                    | 160 Nm bei 4200/min   | 985 kg                |                       |
| 914 (1973)            | 914 1.7                     | 177 km/h              | 59 kW (80 PS)                     | 136 Nm bei 2700/min   | 940 kg                |                       |
| 914 (1974)            | 914 1.8                     | 178 km/h              | 63 kW (85 PS)                     | 138 Nm bei 3400       | 950 kg                |                       |
| 914 (1973)            | 914 2.0                     | 190 km/h              | 74 kW (100 PS)                    | 160 Nm bei 3500       | 950 kg                |                       |

##### Modellgeschichte von 1974 bis 1996
| Modell (Jahr)        | Bezeichnung                           | Vmax           | kW (PS)                           | Drehmoment                                | Gewicht                         | Grundpreis                  |
| Modell 911           | Modell 911                            | Modell 911     | Modell 911                        | Modell 911                                | Modell 911                      | Modell 911                  |
| -------------------- | ------------------------------------- | -------------- | --------------------------------- | ----------------------------------------- | ------------------------------- | --------------------------- |
| 911 (1974)           | 911 Coupé/Targa                       | 210 km/h       | 110 kW (150 PS)                   | 235 Nm bei 3800/min                       | 1075 kg                         | 26.980 / 28.980 DM          |
| 911 (1973)           | 911 S Coupé/Targa                     | 225 km/h       | 129 kW (175 PS)                   | 235 Nm bei 4000/min                       | 1075 kg                         | 30.980 / 32.980 DM          |
| 911 (1975)           | 911 Coupé/Targa                       | 215 km/h       | 121 kW (165 PS)                   | 235 Nm bei 4000/min                       | 1120 kg                         |                             |
| 911 (1977/1979)      | 911 SC Coupé/Targa                    | 225 km/h       | 132 kW (180 PS) / 138 kW (188 PS) | 265 Nm bei 4200/min                       | 1160 / 1190 kg                  |                             |
| 911 (1980)           | 911 SC Coupé/Targa/Cabriolet          | 235 km/h       | 150 kW (204 PS)                   | 267 Nm bei 4300/min                       | 1180 / 1210 / 1210 kg           |                             |
| Modell 911 (Carrera) |                                       |                |                                   |                                           |                                 |                             |
| 911 (1973)           | 911 Carrera 2.7 Coupé/Targa           | 240 km/h       | 154 kW (210 PS)                   | 255 Nm bei 5100/min                       | 1085 kg                         | 37.980 DM (März 1974)       |
| 911 (1973)           | 911 Carrera RS 3.0                    | 240 km/h       | 169 kW (230 PS)                   | 274 Nm bei 5000/min                       | 1060 kg                         | 64.980 DM (Mai 1974)        |
| 911 (1975)           | 911 Carrera 3.0 Coupé/Targa           | 235 km/h       | 147 kW (200 PS)                   | 255 Nm bei 4200/min                       | 1120 kg                         |                             |
| 911 (1983)           | 911 Carrera 3.2 Coupé/Targa/Cabriolet | 245 km/h       | 170 kW (231 PS)                   | 284 Nm bei 4800/min                       | 1210 kg                         | 80.500 / 84.600 / 90.800 DM |
| 911 mit KAT (1986)   | 911 Carrera 3.2 Coupé/Targa/Cabriolet | 240 km/h       | 160 kW (217 PS)                   | 265 Nm bei 4800/min                       | 1210 kg                         |                             |
| 964 (1989)           | 911 Carrera 2 Coupé/Targa/Cabriolet   | 260 km/h       | 184 kW (250 PS)                   | 310 Nm bei 4800/min                       | 1350 kg                         |                             |
| 964 (1988)           | 911 Carrera 4 Coupé/Targa/Cabriolet   | 260 km/h       | 184 kW (250 PS)                   | 310 Nm bei 4800/min                       | 1450 kg                         |                             |
| 964 (1992)           | 911 Carrera RS                        | 260 km/h       | 191 kW (260 PS)                   | 325 Nm bei 4800/min                       | 1220 kg                         |                             |
| 964 (1993)           | 911 Carrera RS 3.8                    | 271 km/h       | 221 kW (300 PS)                   | 360 Nm bei 5250/min                       | 1249 kg                         |                             |
| 993 (1993/1995)      | 911 Carrera Coupé/Targa/Cabriolet     | 270 / 275 km/h | 200 kW (272 PS) / 210 kW (285 PS) | 330 Nm bei 5000/min / 340 Nm bei 5250/min | 1400 kg                         |                             |
| 993 (1994/1995)      | 911 Carrera 4 Coupé/Cabriolet         | 270 / 275 km/h | 200 kW (272 PS) / 210 kW (285 PS) | 330 Nm bei 5000/min / 340 Nm bei 5250/min | 1420 kg                         |                             |
| 993 (1995)           | 911 Carrera S                         | 270 km/h       | 210 kW (285 PS)                   | 340 Nm bei 5250/min                       | 1470 kg                         |                             |
| 993 (1995)           | 911 Carrera 4S                        | 270 km/h       | 210 kW (285 PS)                   | 340 Nm bei 5250/min                       | 1470 kg                         |                             |
| 993 (1994)           | 911 Carrera RS                        | 277 km/h       | 221 kW (300 PS)                   | 355 Nm bei 5400/min                       | 1270 kg                         |                             |
| Modell 911 (Turbo)   |                                       |                |                                   |                                           |                                 |                             |
| 930 (1974/1978)      | 911 Turbo Coupé/Targa/Cabriolet       | 250 / 260 km/h | 191 kW (260 PS) / 221 kW (300 PS) | 343 Nm bei 4000/min / 430 Nm bei 4000/min | 1195 / 1300 kg, ab 1986 1335 kg |                             |
| 964 (1990)           | 911 Turbo                             | 270 km/h       | 235 kW (320 PS)                   | 450 Nm bei 4500/min                       | 1470 kg                         |                             |
| 964 (1992)           | 911 Turbo S                           | 290 km/h       | 280 kW (381 PS)                   | 490 Nm bei 4800/min                       | 1290 kg                         |                             |
| 964 (1993)           | 911 Turbo 3.6                         | 280 km/h       | 265 kW (360 PS)                   | 520 Nm bei 4200/min                       | 1470 kg                         |                             |
| 993 (1995)           | 911 Turbo                             | 290 km/h       | 300 kW (408 PS)                   | 540 Nm bei 4500/min                       | 1500 kg                         |                             |
| 993 (1995)           | 911 GT2                               | 295 km/h       | 316 kW (430 PS)                   | 540 Nm bei 4500/min                       | 1295 kg                         |                             |
| Modell 924           |                                       |                |                                   |                                           |                                 |                             |
| 924 (1975/1980)      | 924                                   | 200 / 204 km/h | 92 kW (125 PS)                    | 165 Nm bei 3500/min                       | 1080 kg                         |                             |
| 931 (1979/1981)      | 924 Turbo                             | 225 / 230 km/h | 125 kW (170 PS) / 130 kW (177 PS) | 245 Nm bei 3500/min / 251 Nm bei 3500/min | 1180 kg                         |                             |
| 937 (1981)           | 924 Carrera GT                        | 240 km/h       | 154 kW (210 PS)                   | 280 Nm bei 3500/min                       | 1180 kg                         |                             |
| 924 (1986/1988)      | 924 S                                 | 215 / 220 km/h | 110 kW (150 PS) / 118 kW (160 PS) | 195 Nm bei 3000/min / 214 Nm bei 3000/min | 1190 kg                         |                             |
| Modell 944           |                                       |                |                                   |                                           |                                 |                             |
| 944 (1982)           | 944                                   | 220 km/h       | 120 kW (163 PS)                   | 205 Nm bei 3000/min                       | 1180 kg                         |                             |
| 944 mit KAT (1985)   | 944                                   | 220 km/h       | 110 kW (150 PS)                   | 205 Nm bei 3000/min                       | 1210 kg                         | 61.365 DM                   |
| 944 (1985)           | 944 Turbo                             | 245 km/h       | 162 kW (220 PS)                   | 330 Nm bei 3500/min                       | 1280 kg                         |                             |
| 944 (1987)           | 944 S                                 | 228 km/h       | 140 kW (190 PS)                   | 230 Nm bei 4300/min                       | 1280 kg                         |                             |
| 944 (1988/1989)      | 944                                   | 218 / 220 km/h | 118 kW (160 PS) / 121 kW (165 PS) | 210 Nm bei 4500/min / 225 Nm bei 4200/min | 1260 / 1290 kg                  | 63.300 DM                   |
| 944 (1988)           | 944 Turbo S                           | 260 km/h       | 184 kW (250 PS)                   | 350 Nm bei 4000/min                       | 1400 kg                         |                             |
| 944 (1989)           | 944 S2 Coupé/Cabriolet                | 240 km/h       | 155 kW (211 PS)                   | 280 Nm bei 4000/min                       | 1340 / 1390 kg                  | 84.555 / 96.760 DM          |
| 944 (1989)           | 944 Turbo Coupé/Cabriolet             | 260 km/h       | 184 kW (250 PS)                   | 350 Nm bei 4000/min                       | 1400 / 1450 kg                  | 97.175 DM /                 |
| Modell 968           |                                       |                |                                   |                                           |                                 |                             |
| 968 (1992)           | 968 Coupé/Cabriolet                   | 252 km/h       | 176 kW (240 PS)                   | 305 Nm bei 4100/min                       | 1370 kg                         | 97.440 / 110.640 DM         |
| 968 (1993)           | 968 CS                                | 252 km/h       | 176 kW (240 PS)                   | 305 Nm bei 4100/min                       | 1320 kg                         | 79.300 DM                   |
| 968 (1993)           | 968 Turbo S Coupé/Cabriolet           | 280 km/h       | 224 kW (305 PS)                   | 500 Nm bei 3000/min                       | 1370 kg                         |                             |
| Modell 928           |                                       |                |                                   |                                           |                                 |                             |
| 928 (1977)           | 928                                   | 230 km/h       | 176 kW (240 PS)                   | 350 Nm bei 3600/min                       | 1450 kg                         |                             |
| 928 (1980/1984)      | 928 S                                 | 250 / 255 km/h | 221 kW (300 PS) / 228 kW (310 PS) | 385 Nm bei 4500/min / 400 Nm bei 4100/min | 1450 kg, ab 1986 1530 kg        |                             |
| 928 mit KAT (1986)   | 928 S                                 | 250 km/h       | 212 kW (288 PS)                   | 400 Nm bei 4100/min                       | 1530 kg                         |                             |
| 928 (1987/1990)      | 928 S4 / 928 S4 Automatik             | 270 / 265 km/h | 235 kW (320 PS)                   | 430 Nm bei 3000/min                       | 1580 / 1600 kg                  | 134.865 / 151.880 DM        |
| 928 (1989)           | 928 GT                                | 275 km/h       | 243 kW (330 PS)                   | 430 Nm bei 4100/min                       | 1580 kg                         | 151.880 DM                  |
| 928 (1992)           | 928 GTS                               | 275 km/h       | 257 kW (350 PS)                   | 500 Nm bei 4250/min                       | 1620 kg                         | 164.600 DM                  |

##### Modellgeschichte seit 1997
| Modell (Jahr)        | Bezeichnung                       | Vmax                 | kW (PS)                      | Drehmoment                                                   | Gewicht              | Grundpreis                  |
| Modell 911 (Carrera) | Modell 911 (Carrera)              | Modell 911 (Carrera) | Modell 911 (Carrera)         | Modell 911 (Carrera)                                         | Modell 911 (Carrera) | Modell 911 (Carrera)        |
| -------------------- | --------------------------------- | -------------------- | ---------------------------- | ------------------------------------------------------------ | -------------------- | --------------------------- |
| 996 (1997)           | 911 Carrera Coupé/Cabriolet       | 280 km/h             | 221 kW (300 PS)              | 350 Nm bei 4600/min                                          | 1320 / 1365 kg       | 74.504 / 84.480 Euro        |
| 996 (1998)           | 911 Carrera 4 Coupé/Cabriolet     | 275 km/h             | 221 kW (300 PS)              | 350 Nm bei 4600/min                                          | 1375 / 1420 kg       | 80.304 / 90.280 Euro        |
| 996 (2001/2003)      | 911 Carrera 4S Coupé/Cabriolet    | 280 km/h             | 235 kW (320 PS)              | 370 Nm bei 4250/min                                          | 1495 / 1565 kg       | 89.816 / 99.792 Euro        |
| 996 (2001)           | 911 Targa                         | 285 km/h             | 235 kW (320 PS)              | 370 Nm bei 4250/min                                          | 1440 kg              | 82.276 Euro                 |
| 997 (2004/2005)      | 911 Carrera Coupé/Cabriolet       | 285 km/h             | 239 kW (325 PS)              | 370 Nm bei 4250/min                                          | 1395 kg              | 76.741 / 86.949 Euro        |
| 997 (2004/2005)      | 911 Carrera S Coupé/Cabriolet     | 293 km/h             | 261 kW (355 PS)              | 400 Nm bei 4600/min                                          | 1420 kg              | 86.949 / 97.157 Euro        |
| 997 (2006)           | 911 Carrera 4 Coupé/Cabriolet     | 280 km/h             | 239 kW (325 PS)              | 370 Nm bei 4250/min                                          | 1450 kg              | 76.741 / 82.657 Euro        |
| 997 (2006)           | 911 Carrera 4S Coupé/Cabriolet    | 288 km/h             | 261 kW (355 PS)              | 400 Nm bei 4600/min                                          | 1475 kg              | 86.949 / 92.865 Euro        |
| 997/2 (2008)         | 911 Carrera Coupé/Cabriolet       | 289 km/h             | 254 kW (345 PS) bei 6500/min | 390 Nm bei 4400/min                                          | 1490 kg 1575 kg      | 83.032 Euro 93.980 Euro     |
| 997/2 (2008)         | 911 Carrera S Coupé/Cabriolet     | 302 km/h             | 283 kW (385 PS) bei 6500/min | 420 Nm bei 4400/min                                          | 1500 kg 1585 kg      | 93.980 Euro 104.928 Euro    |
| 997/2 (2008)         | 911 Carrera 4 Coupé/Cabriolet     | 284 km/h             | 254 kW (345 PS) bei 6500/min | 390 Nm bei 4400/min                                          | 1545 kg 1630 kg      | 89.577 Euro 100.525 Euro    |
| 997/2 (2008)         | 911 Carrera 4S Coupé/Cabriolet    | 297 km/h             | 283 kW (385 PS) bei 6500/min | 420 Nm bei 4400/min                                          | 1555 kg 1640 kg      | 100.525 Euro 111.472 Euro   |
| 997/2 (2008)         | 911 Targa 4                       | 284 km/h             | 254 kW (345 PS) bei 6500/min | 390 Nm bei 4400/min                                          | 1605 kg              | 99.818 Euro                 |
| 997/2 (2008)         | 911 Targa 4S                      | 297 km/h             | 283 kW (385 PS) bei 6500/min | 420 Nm bei 4400/min                                          | 1615 kg              | 111.004 Euro                |
| 997/2 (2010)         | 911 Carrera GTS Coupé/Cabriolet   | 306 km/h             | 300 kW (408 PS) bei 7300/min | 420 Nm bei 4200/min                                          | 1495 kg / 1590 kg    | 104.935 Euro / 115.050 Euro |
| 997/2 (2010)         | 911 Carrera 4 GTS Coupé/Cabriolet | 302 km/h             | 300 kW (408 PS) bei 7300/min | 420 Nm bei 4200/min                                          | 1555 kg / 1640 kg    | 111.956 Euro / 122.071 Euro |
| 991 (2011)           | 911 Carrera Coupé/Cabriolet       | 289 km/h             | 257 kW (350 PS) bei 7400/min | 390 Nm bei 5600/min                                          | 1400 kg / 1470 kg    | 90.417 Euro / 103.150 Euro  |
| 991 (2011)           | 911 Carrera S Coupé/Cabriolet     | 304 km/h             | 294 kW (400 PS) bei 7400/min | 440 Nm bei 5600/min                                          | 1415 kg / 1485 kg    | 105.173 Euro / 117.906 Euro |
| 991 (2011)           | 911 Carrera 4 Coupé/Cabriolet     | 285 km/h             | 257 kW (350 PS) bei 7400/min | 390 Nm bei 5600/min                                          | 1450 kg / 1520 kg    | 97.557 Euro / 110.290 Euro  |
| 991 (2011)           | 911 Carrera 4S Coupé/Cabriolet    | 299 km/h             | 294 kW (400 PS) bei 7400/min | 440 Nm bei 5600/min                                          | 1450 kg / 1520 kg    | 97.557 Euro / 110.290 Euro  |
| Modell 911 Turbo     |                                   |                      |                              |                                                              |                      |                             |
| 996 (2000/2003)      | 911 Turbo Coupé/Cabriolet         | 305 km/h             | 309 kW (420 PS)              | 560 Nm bei 2700–4600/min                                     | 1590 / 1660 kg       | 128.676 / 138.652 Euro      |
| 996 (2004)           | 911 Turbo S Coupé/Cabriolet       | 307 km/h             | 331 kW (450 PS)              | 620 Nm bei 2700–4600/min                                     | 1590 / 1660 kg       | 142.248 / 152.224 Euro      |
| 997 (2006)           | 911 Turbo Coupé/Cabriolet         | 310 km/h             | 353 kW (480 PS)              | 620 (680) Nm bei 1950–5000/min                               | 1585 kg              | 133.603 Euro                |
| 997/2 (2009)         | 911 Turbo Coupé/Cabriolet         | 312 km/h             | 368 kW (500 PS)              | 650 Nm (Overboost: 710 Nm) bei 1950–5000/min (2100–4000/min) | 1645 kg / 1720 kg    | 145.871 Euro 157.057 Euro   |
| 991 (2012)           | 911 Turbo Coupé/Cabriolet         | 315 km/h             | 383 kW (520 PS)              | 660 Nm bei 1950–5000/min                                     | 1670 kg              | 165.149 Euro                |
| 991.2 (2016)         | 911 Turbo Coupé/Cabriolet         | 320 km/h             | 397 kW (540 PS)              | 660 Nm (Overboost: 750 Nm) bei 1950–5000/min                 | 1670 kg              | 176.930 Euro                |
| 991 (2012)           | 911 Turbo S Coupé/Cabriolet       | 318 km/h             | 412 kW (560 PS)              | 700 Nm bei 2100–4250/min                                     | 1680 kg              | 197.041 Euro                |
| 991.2 (2016)         | 911 Turbo S Coupé/Cabriolet       | 330 km/h             | 427 kW (580 PS)              | 750 Nm bei (Overboost: 750 Nm) 2250–4000/min                 | 1675 kg              | 205.133 Euro                |
| 991.2 (2017)         | 911 Turbo S Exclusive             | 330 km/h             | 446 kW (607 PS)              | 750 Nm bei 2250–4000/min                                     | 1675 kg              | 259.992 EUR                 |
| Modell 911 GT        |                                   |                      |                              |                                                              |                      |                             |
| 996 (1999/2003)      | 911 GT3                           | 306 km/h             | 280 kW (381 PS)              | 385 Nm bei 5000/min                                          | 1380 kg              | 102.112 Euro                |
| 996 (2003)           | 911 GT3 Cup                       |                      | 287 kW (390 PS)              | 390 Nm bei 6300/min                                          | 1160 kg              |                             |
| 996 (2003)           | 911 GT2                           | 319 km/h             | 355 kW (483 PS)              | 640 Nm bei 3500–4500/min                                     | 1420 kg              | 184.674 Euro                |
| 997 (2006)           | 911 GT3                           | 310 km/h             | 305 kW (415 PS)              | 405 Nm bei 5500/min                                          | 1395 kg              | 108.083 Euro                |
| 997 (2005)           | 911 GT3 Cup                       |                      | 294 kW (400 PS)              | 400 Nm bei 6500/min                                          | 1150 kg              |                             |
| 997 (2006)           | 911 GT3 RS                        | 310 km/h             | 305 kW (415 PS)              | 405 Nm bei 5500/min                                          | 1375 kg              | 133.012 Euro                |
| 997/2 (2009)         | 911 GT3 RS                        | 310 km/h             | 331 kW (450 PS)              | 430 Nm bei 6750/min                                          | 1445 kg              | 145.871 Euro                |
| 997/2 (2011)         | 911 GT3 RS 4.0                    | 310 km/h             | 368 kW (500 PS)              | 460 Nm bei 5750/min                                          | 1435 kg              | 178.896 Euro                |
| 997 (2007)           | 911 GT2                           | 329 km/h             | 390 kW (530 PS)              | 680 Nm bei 4500/min                                          | 1440 kg              | 189.496 Euro                |
| 997/2 (2010)         | 911 GT2 RS                        | 330 km/h             | 456 kW (620 PS)              | 700 Nm bei 6500/min                                          | 1370 kg              | 237.578 Euro                |
| Modell Boxster       |                                   |                      |                              |                                                              |                      |                             |
| 986 (1996)           | Boxster                           | 240 km/h             | 150 kW (204 PS)              | 245 Nm bei 4600/min                                          | 1250 kg              |                             |
| 986 (1999)           | Boxster                           | 250 km/h             | 162 kW (220 PS)              | 260 Nm bei 4750/min                                          | 1275 kg              |                             |
| 986 (1999)           | Boxster S                         | 260 km/h             | 185 kW (252 PS)              | 310 Nm bei 4600/min                                          | 1320 kg              |                             |
| 986 (2002)           | Boxster                           | 253 km/h             | 168 kW (228 PS)              | 260 Nm bei 4700/min                                          | 1275 kg              | 42.256 Euro                 |
| 986 (2002)           | Boxster S                         | 264 km/h             | 191 kW (260 PS)              | 310 Nm bei 4600/min                                          | 1320 kg              | 49.912 Euro                 |
| 986 (2004)           | Boxster S „50 Jahre 550 Spyder“   | 266 km/h             | 195 kW (266 PS)              | 310 Nm bei 4600/min                                          | 1320 kg              | 59.192 Euro                 |
| 987 (2005)           | Boxster                           | 256 km/h             | 176 kW (240 PS)              | 270 Nm bei 4700/min                                          | 1370 kg              | 43.333 Euro                 |
| 987 (2005)           | Boxster S                         | 268 km/h             | 206 kW (280 PS)              | 320 Nm bei 4700/min                                          | 1420 kg              | 52.265 Euro                 |
| 987 (2007)           | Boxster                           | 258 km/h             | 180 kW (245 PS)              | 273 Nm bei 4600–6000/min                                     | 1380 kg              | 45.071 Euro                 |
| 987 (2007)           | Boxster S                         | 272 km/h             | 217 kW (295 PS)              | 340 Nm bei 4600–6000/min                                     | 1430 kg              | 54.472 Euro                 |
| 987 (2009)           | Boxster                           | 263 km/h             | 188 kW (255 PS)              | 290 Nm bei 4400–6000/min                                     | 1335 kg              | 46.506 Euro                 |
| 987 (2007)           | Boxster RS 60 Spyder              | 274 km/h             | 223 kW (303 PS)              | 340 Nm bei 4400–6000/min                                     | 1430 kg              | 63.873 Euro                 |
| 987 (2009)           | Boxster S                         | 274 km/h             | 228 kW (310 PS)              | 360 Nm bei 4400–5500/min                                     | 1355 kg              | 56.373 Euro                 |
| 987 (2010)           | Boxster Spyder                    | 267 km/h             | 235 kW (320 PS)              | 370 Nm bei 4750/min                                          | 1275 kg              | 63.404 Euro                 |
| 981 (2012)           | Boxster                           | 264 km/h             | 195 kW (265 PS)              | 280 Nm bei 4500–6500/min                                     | 1330 kg              | 48.291 Euro                 |
| 981 (2012)           | Boxster S                         | 279 km/h             | 232 kW (315 PS)              | 360 Nm bei 4500–5800/min                                     | 1340 kg              | 59.120 Euro                 |
| 981 (2014)           | Boxster GTS                       | 281 km/h             | 243 kW (330 PS)              | 370 Nm bei 4500–5800/min                                     | 1345 kg              | 69.949 Euro                 |
| 981 (2015)           | Boxster Spyder                    | 290 km/h             | 276 kW (375 PS)              | 420 Nm bei 4750–6000/min                                     | 1315 kg              | 79.945 Euro                 |
| 982 (2016)           | 718 Boxster                       | 275 km/h             | 220 kW (300 PS)              | 380 Nm bei 1950–4500/min                                     | 1335 kg              | 54.717 Euro                 |
| 982 (2016)           | 718 Boxster S                     | 285 km/h             | 257 kW (350 PS)              | 420 Nm bei 1900–4500/min                                     | 1355 kg              | 67.212 Euro                 |
| Modell Cayman        |                                   |                      |                              |                                                              |                      |                             |
| Cayman (2006)        | Cayman                            | 258 km/h             | 180 kW (245 PS)              | 273 Nm bei 4700/min                                          | 1300 kg              | 47.647 Euro                 |
| Cayman (2005)        | Cayman S                          | 275 km/h             | 217 kW (295 PS)              | 340 Nm bei 4400/min                                          | 1340 kg              | 58.529 Euro                 |
| Cayman (2009)        | Cayman                            | 265 km/h             | 195 kW (265 PS)              | 300 Nm bei 4400–6000/min                                     | 1405 kg              | 50.790 Euro                 |
| Cayman (2009)        | Cayman S                          | 277 km/h             | 235 kW (320 PS)              | 370 Nm bei 4750/min                                          | 1425 kg              | 62.571 Euro                 |
| Cayman (2010)        | Cayman R                          | 282 km/h             | 242 kW (330 PS)              | 370 Nm bei 4750/min                                          | 1370 kg              | 69.830 Euro                 |
| Cayman (2013)        | Cayman                            | 266 km/h             | 202 kW (275 PS)              | 290 Nm bei 4500–6500/min                                     | 1330 kg              | 51.385 Euro                 |
| Cayman (2013)        | Cayman S                          | 283 km/h             | 239 kW (325 PS)              | 370 Nm bei 4500–5800/min                                     | 1340 kg              | 64.118 Euro                 |
| Cayman (2014)        | Cayman GTS                        | 285 km/h             | 250 kW (340 PS)              | 380 Nm bei 4750–5800/min                                     | 1345 kg              | 73.757 Euro                 |
| Cayman (2015)        | Cayman GT4                        | 295 km/h             | 283 kW (385 PS)              | 420 Nm bei 4750–6000/min                                     | 1340 kg              | 85.776 Euro                 |
| Cayman (2016)        | 718 Cayman                        | 275 km/h             | 220 kW (300 PS)              | 380 Nm bei 1950–4500/min                                     | 1335 kg              | 52.694 Euro                 |
| Cayman (2016)        | 718 Cayman S                      | 285 km/h             | 257 kW (350 PS)              | 420 Nm bei 1900–4500/min                                     | 1430 kg              | 65.189 Euro                 |
| Cayman (2018)        | 718 Cayman GTS                    | 290 km/h             | 269 kW (365 PS)              | 430 Nm bei 1900–5500/min                                     | 1375 kg              |                             |
| Cayman (2019)        | 718 Cayman T                      | 275 km/h             | 220 kW (300 PS)              | 380 Nm bei 2150–4500/min                                     | 1350 kg              |                             |
| Modell Cayenne       |                                   |                      |                              |                                                              |                      |                             |
| Cayenne (2003)       | Cayenne                           | 214 km/h             | 184 kW (250 PS)              | 310 Nm bei 2500–5500/min                                     | 2160 kg              | 49.017 Euro                 |
| Cayenne (2007)       | Cayenne                           | 227 km/h             | 213 kW (290 PS)              | 385 Nm bei 3000/min                                          | 2160 kg              | 51.735 Euro                 |
| Cayenne (2010)       | Cayenne                           | 230 km/h             | 220 kW (300 PS)              | 400 Nm bei 3000/min                                          | 2100 kg              | 59.358 Euro                 |
| Cayenne (2002)       | Cayenne S                         | 242 km/h             | 250 kW (340 PS)              | 420 Nm bei 2500–5500/min                                     | 2225 kg              | 63.285 Euro                 |
| Cayenne (2007)       | Cayenne S                         | 252 km/h             | 283 kW (385 PS)              | 500 Nm bei 3500/min                                          | 2225 kg              | 66.610 Euro                 |
| Cayenne (2010)       | Cayenne S                         | 258 km/h             | 294 kW (400 PS)              | 500 Nm bei 3500/min                                          | 2120 kg              | 76.613 Euro                 |
| Cayenne (2007)       | Cayenne GTS                       | 253 km/h             | 298 kW (405 PS)              | 500 Nm bei 3500/min                                          | 2225 kg              | 76.725 Euro                 |
| Cayenne (2012)       | Cayenne GTS                       | 261 km/h             | 309 kW (420 PS)              | 515 Nm bei 3500/min                                          | 2070 kg              | 79.458 Euro                 |
| Cayenne (2002)       | Cayenne Turbo                     | 266 km/h             | 331 kW (450 PS)              | 620 Nm bei 2250–4750/min                                     | 2355 kg              | 101.913 Euro                |
| Cayenne (2007)       | Cayenne Turbo                     | 275 km/h             | 368 kW (500 PS)              | 700 Nm bei 2250–4500/min                                     | 2355 kg              | 108.617 Euro                |
| Cayenne (2010)       | Cayenne Turbo                     | 278 km/h             | 368 kW (500 PS)              | 700 Nm bei 2250–4500/min                                     | 2245 kg              | 128.458 Euro                |
| Cayenne (2004)       | Cayenne Turbo Kit                 | 270 km/h             | 368 kW (500 PS)              | 700 Nm                                                       | 2249 kg              | 116.877 Euro                |
| Cayenne (2006)       | Cayenne Turbo S                   | 270 km/h             | 383 kW (521 PS)              | 720 Nm bei 2750–3750/min                                     | 2355 kg              | 117.573 Euro                |
| Cayenne (2008)       | Cayenne Turbo S                   | 280 km/h             | 404 kW (550 PS)              | 750 Nm bei 2250–4500/min                                     | 2355 kg              | 132.774 Euro                |
| Cayenne (2010)       | Cayenne Turbo S                   | 280 km/h             | 404 kW (550 PS)              | 750 Nm bei 2250–4500/min                                     | 2289 kg              | 133.885 Euro                |
| Modell Carrera GT    |                                   |                      |                              |                                                              |                      |                             |
| Carrera GT (2003)    | Carrera GT                        | 334 km/h             | 450 kW (612 PS)              | 590 Nm bei 5750/min                                          | 1380 kg              | 452.400 Euro                |
| Modell 918 Spyder    |                                   |                      |                              |                                                              |                      |                             |
| 918 Spyder (2013)    | 918 Spyder                        | 345 km/h             | 447 kW (608 PS)              | 1280 Nm bei 1000/min                                         | 1642 kg              | 768.026 Euro                |

### Rennwagen
| Bauzeit                   | Baureihe                  | Anmerkung | Bild |
| ------------------------- | ------------------------- | --- | ---- |
| Rennwagen mit Boxermotor  |                           | |      |
| 1953–1956                 | Porsche 550               | Ein aus dem Porsche 356 entwickelter Rennwagen. Die Spitzenversion war 1956 der 550 A mit Gitterrohrrahmen statt des Leiterrahmens. |      |
| 1956                      | Porsche 645               | Der Porsche 645 war als Nachfolger des Porsche 550 geplant. Nach einem Unfall, bei dem der Prototyp verbrannte, wurde die Entwicklung zugunsten des Porsche 718 eingestellt. |      |
| 1957–1961                 | Porsche 718               | Eine verbesserte zweisitzige Version des Vorgängermodells Porsche 550. Wurde auch als Einsitzer in der Formel 2 eingesetzt (Foto), und durch Regeländerungen ab 1961 zu einem Formel-1-Wagen. |      |
| 1961                      | Porsche 787               | Der Porsche 787 ist ein Rennwagen von Porsche. Er wurde für die Formel 2 konstruiert und fand 1961 auch kurzzeitig in der Formel 1 Verwendung. |      |
| 1961–1962                 | Porsche 804               | Nachfolger des 718 in der F1, der einzige Rennwagen, den Porsche speziell für die Formel 1 baute. |      |
| 1963–1965                 | Porsche 904               | Der berühmte Rennwagen, der für Porsche als Carrera GTS bis Mitte der 1960er-Jahre viele Rennsiege einfuhr. |      |
| 1966–1967                 | Porsche 906               | Dieser Rennwagen wurde als Carrera 6 von Porsche vertrieben und war der Nachfolger des Porsche 904. |      |
| 1967–1968                 | Porsche 907               | Auf Grundlage des Porsche 910 wurde dieser Prototyp Ende der 60er-Jahre im Rennbetrieb eingesetzt. |      |
| 1967–1971                 | Porsche 908               | Der letzte Achtzylinder-Rennwagen, der aus einer Entwicklungsreihe vieler Porsche-Rennwagen in den 1960er-Jahren entstand und bis 1971 weiterentwickelt wurde. |      |
| 1968                      | Porsche 909 Bergspyder    | Eine leichte Kombination aus verschiedenen Porsche-Rennwagen, speziell für die Bergrennen-Meisterschaft konstruiert. |      |
| 1966–1968                 | Porsche 910               | Der Nachfolger des Porsche 906 und Vorgänger des 907. Er wurde auch Carrera 10 genannt. |      |
| 1976–1977                 | Porsche 934               | Dieser Rennwagen wurde aus dem Serienmodell Porsche 930 für die Gruppe 4 der FIA heraus entwickelt. |      |
| 1976–1981                 | Porsche 935               | Dieser Rennwagen wurde aus dem Serienmodell Porsche 930 für die Gruppe 5 der FIA heraus entwickelt. |      |
| 1976–1981                 | Porsche 936               | Als offener Rennsportwagen eine parallele Entwicklung zum Porsche 935 für die Gruppe 6 der FIA und die Sportwagen-Weltmeisterschaft. |      |
| 1980                      | Porsche-Interscope „Indy“ | Ein Rennwagen, der von Porsche für das 500-Meilen-Rennen von Indianapolis entwickelt wurde. Wegen Reglementsänderungen beendete Porsche das Projekt vorzeitig. Der Wagen wurde nie in einem Rennen eingesetzt. |      |
| 1982–1984                 | Porsche 956               | Der Rennwagen, den Porsche und viele Kunden in den 1980er-Jahren erfolgreich einsetzten. |      |
| 1985–1986                 | Porsche 961               | Rennwagen auf Basis des Porsche 959 für Le Mans. |      |
| 1984–1991                 | Porsche 962               | Eine Weiterentwicklung des Porsche 956. Verlängerter Radstand, wurde wegen einer Regeländerung nötig. |      |
| 1996–1998                 | Porsche 911 GT1           | Der wassergekühlte Mittelmotor-Rennwagen konnte 1998 in Le Mans einen Doppelsieg erringen. Zur Homologation entstanden zwischen 1996 und 1998 insgesamt 25 Fahrzeuge. |      |
| seit 1995                 | Porsche 911 GT2           | Eine ursprünglich als Rennversion gebaute Sportversion des 911 Turbo. |      |
| seit 1998                 | Porsche 911 GT3           | Ein Straßen-911 mit Saugmotor. Mittlerweile in der dritten Generation erhältlich. Rennversionen R und RSR. |      |
| Rennwagen mit Reihenmotor |                           | |      |
| 1981                      | Porsche 937               | Der Porsche 924 Carrera GTS wurde für den privaten Rennsporteinsatz entwickelt. Durch eine TÜV-Einzelabnahme konnten die Wagen auch eine Straßenverkehrzulassung erhalten. |      |
| 1980–1981                 | Porsche 939               | Der Porsche 924 Carrera GTP wurde speziell für den Einsatz beim 24-Stunden-Rennen von Le Mans entwickelt. Später wurde daraus der homologierte Rennwagen Porsche 924 Carrera GTR entwickelt. |      |
| Rennwagen mit V-Motor     |                           | |      |
| 1969–1973                 | Porsche 917               | Sportwagen mit 180°-V-Motor. Auch als Porsche 917/10 und Porsche 917/30 Spyder mit Turbo-Motor. |      |
| 1988–1990                 | Porsche 2708 CART         | Einsitziger Rennwagen mit Aluminium-Kunststoff-Monocoque und eigens entwickeltem V8-Motor für die US-amerikanische CART-Serie. |      |
| 2005–2008                 | Porsche RS Spyder         | Der erste eigens für den Rennsport entwickelte Porsche seit dem 911 GT1 (1998). Der RS Spyder verfügt über einen V8 Mittelmotor und entspricht dem LMP2-Reglement. Eingesetzt wurde er unter anderem durch das Team Penske Racing in der ALMS. |      |
| 2014–2018                 | Porsche 919               | LMP1-Prototyp, entwickelt für den Einsatz in der WEC. Verfügt über einen Zweiliter-V4-Turbomotor und ein Hybridsystem, bestehend aus einem KERS an der Vorderachse und einer Generatoreinheit am Turbolader. Sieger der 24h von Le Mans 2015, 2016 und 2017. Wurde 2018 zum 919 Evo weiterentwickelt, ohne ihn für Rennen einsetzen zu wollen. Hielt für kurze Zeit den Rundenrekord in Spa-Francorchamps und hält ihn auf der Nordschleife. |      |
| seit 2022                 | Porsche 963               | Sportprototyp mit einem 4,6-Liter-V8-Biturbomotor. |      |

### Prototypen und sonstige Entwicklungsprojekte
| Bauzeit                                     | Baureihe                           | Anmerkung | Bild |
| ------------------------------------------- | ---------------------------------- | --- | ---- |
| 1939                                        | Porsche Typ 64                     | Einer von 3 gebauten Prototypen, die unter der Bezeichnung Versuchswagen „Berlin-Rom“ liefen. |      |
| Prototypen mit Boxermotor                   |                                    | |      |
| 1947–1948                                   | Porsche 356 Nr. 1 Roadster         | Der Grundstein für den Sportwagenhersteller Porsche in seiner heutigen Form und als erstes Fahrzeug, das den Namen Porsche trug, vielleicht einer der wichtigsten Meilensteine für die Zuffenhausener.                 |      |
| Geländewagen-Prototyp                       |                                    | |      |
| 1953                                        | Porsche 597                        | Der Porsche 597 (Jagdwagen) ist ein Geländewagen, der als Prototyp für die Bundeswehr entworfen wurde. |      |
| Sonstige Entwicklungen/Entwicklungsprojekte |                                    | |      |
| 1950–1963                                   | Porsche Traktor                    | Das zweite Standbein von Porsche in den 1950er-Jahren waren Traktoren. |      |
| 1987–1989                                   | Porsche PFM 3200                   | Flugmotoren: Der Versuch von Porsche, Ende der 1980er-Jahre neue Märkte zu erschließen. |      |
| 1988                                        | Porsche 989                        | Der unter der Ägide von Arno Bohn initiierte Prototyp einer sportlichen Limousine, welcher jedoch nicht über das Prototypenstadium hinauskam, kann heute als Vorläufer des 2009 erscheinenden Panamera gesehen werden. |      |
| 1989                                        | Porsche Panamericana               | Der Porsche Panamericana ist eine Studie von Porsche auf Basis des Porsche 964. |      |
| 2015                                        | Porsche Mission E                  | Der Porsche Mission E ist eine Studie von Porsche für ein Elektrofahrzeug. |      |
| 2018                                        | Project Gold 993 Porsche 911 Turbo | Die letzte 911 Generation mit luftgekühltem Motor. Nur einmal produziert. Sollte am 27. Oktober 2018 versteigert werden.                                                                                               |      |
| 2021                                        | Porsche Vision Gran Turismo        | Das Fahrzeug ist die erste Konzeptstudie seitens Porsche, die speziell für den Einsatz in einem Computerspiel entwickelt wurde.                                                                                        |      |
| 2021                                        | Porsche Mission R                  | Die Studie wurde auf der IAA 2021 vorgestellt und veranschaulicht, wie Porsche sich zukünftig einen elektrischen Rennwagen für den Kundensport vorstellt.                                                              |      |
| 2023                                        | Porsche Vision 357                 | Hommage an den 356 zum 75-jährigen Jubiläum des Herstellers. Auch als Speedster existent. |      |
| 2023                                        | Porsche Mission X                  | Ausblick auf einen elektrisch angetriebenen Supersportwagen Porsches. |      |

## Motorsport

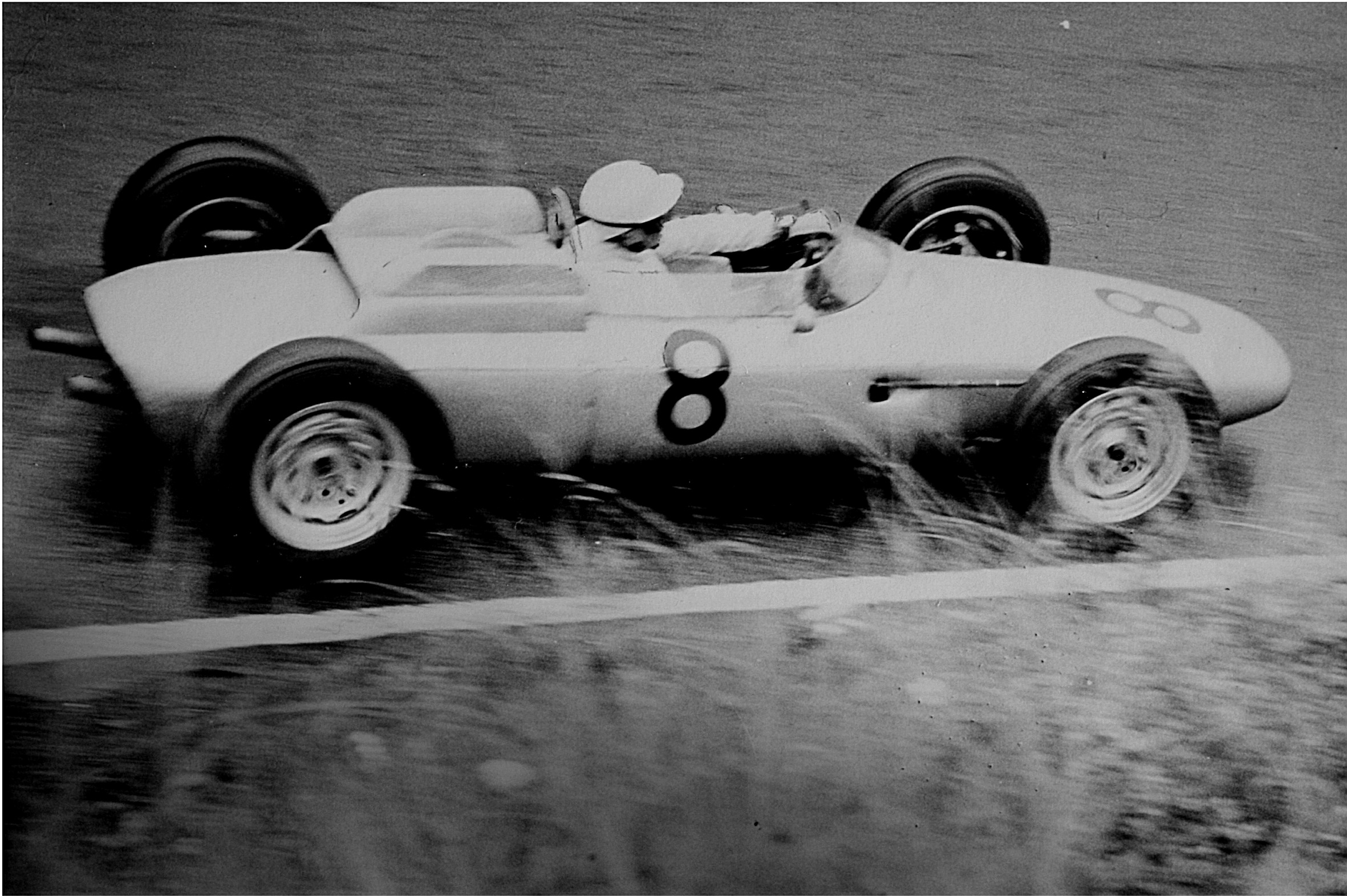
Joakim Bonnier im Porsche 804 beim Großen Preis von Deutschland 1962 auf dem Nürburgring

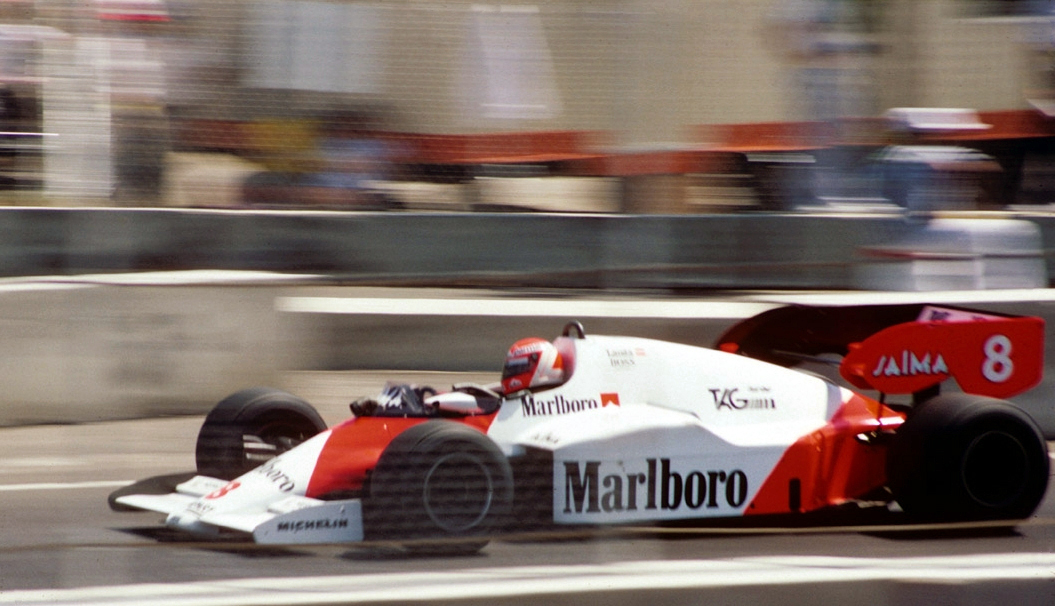
Niki Lauda beim Großen Preis der USA 1984 auf McLaren-TAG-Porsche MP4/2

Den ersten Renneinsatz und Klassensieg eines Porsche gab es am 1. August 1948, als Herbert Kaes, ein Neffe Ferdinand Porsches, den Prototyp Porsche 356 Nr. 1 beim Stadtrennen in Innsbruck fuhr.
Erster Werkseinsatz von Porsche im Motorsport war 1951 beim 24-Stunden-Rennen von Le Mans, das Porsche inzwischen 19-mal gewonnen hat. Privatfahrer wie Walter Glöckler, Otto Mathé, Rudolph Sauerwein und Heinrich Graf von der Mühle-Eckart hatten die Marke in den vorausgegangenen drei Jahren bereits bekannt gemacht. Seither errang die Porsche-Werksmannschaft weit über 50 Siege in der Sportwagen-Weltmeisterschaft.
Obschon sich das Motorsport-Engagement von Porsche bis heute im Wesentlichen auf Sportwagenrennen konzentriert, war das Unternehmen zu verschiedenen Zeiten auch als Chassis- und Motorenlieferant im Formelsport aktiv, darunter in der Formel 2 und der Formel 1. Anfang der 1960er-Jahre trat Porsche auch im Formelsport als Werksteam auf.
Zur Rückkehr in den Formelsport kam es erst 20 Jahre später als Motorenlieferant in der Saison 1983. Unter Finanzierung und Namensgebung durch das Unternehmen Techniques d’Avant Garde (TAG) stellte Porsche Turbomotoren für das McLaren-Team bereit. 1984 siegten die Fahrer Niki Lauda und Alain Prost mit dem McLaren MP4/2 in zwölf der 16 Saisonrennen, wobei es dreimal zu Doppelsiegen der beiden Piloten kam, und sicherten dem Team einen überwältigenden Sieg in der Konstrukteurs-Weltmeisterschaft, in der McLaren einen Vorsprung von 86 Punkten vor Ferrari erzielte. Niki Lauda wurde Weltmeister. 1985 setzte sich sein Teamkollege Alain Prost durch und sicherte Porsche wieder eine Meisterschaft. Mit Ablauf der Saison 1987 endete die Zusammenarbeit von Porsche, TAG und McLaren. Das vorerst letzte Kapitel des Formel-1-Engagements von Porsche fand dann 1991 mit dem Team Footwork statt. Die Renneinsätze dieser Fahrzeuge verliefen allerdings enttäuschend, und bereits nach dem sechsten Rennen, dem Großen Preis von Mexiko wurde die Zusammenarbeit von Footwork und Porsche daher in gegenseitigem Einvernehmen beendet.

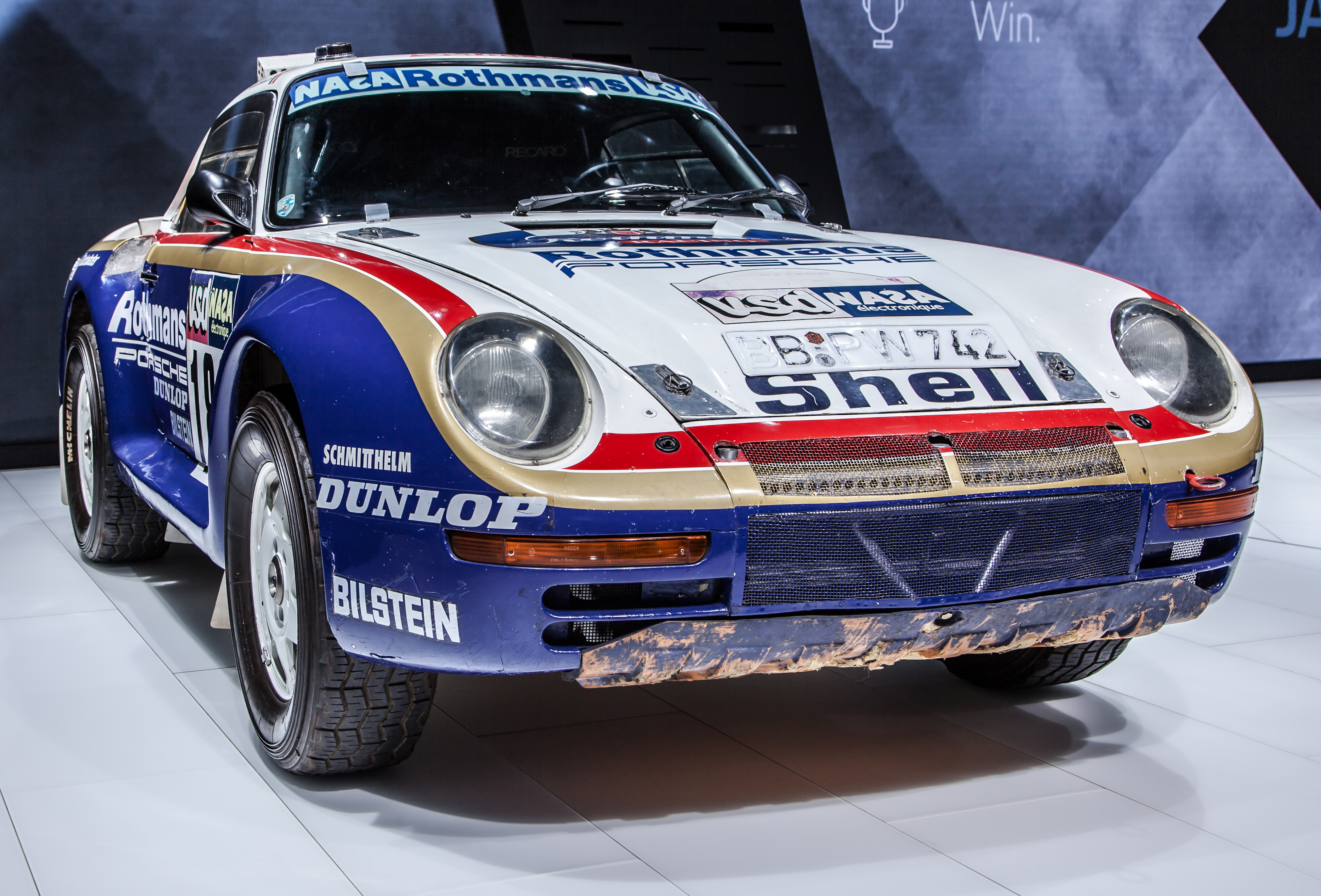
Mit diesem Porsche 959 wurde 1986 die Rallye Paris–Dakar gewonnen

Zwischen 1987 und 1990 trat Porsche als eigenes Team in der Champ-Car-Meisterschaft an. Auch im Rallyesport wurden Porsche-Fahrzeuge eingesetzt. Hierbei gewannen beispielsweise Vic Elford und Björn Waldegård jeweils 1968, 1969 und 1970 die Rallye Monte Carlo auf Porsche 911. Auch konnte Porsche 1970 die International Championship for Manufacturers als Vorläuferin der World Rally Championship gewinnen. In der kurzlebigen Gruppe B der 1980er-Jahre wurde zudem eine Rallyeversion des Porsche 959 eingesetzt.
Porsche gelang es von 2015 bis 2017 einen Hattrick bei den 24 Stunden von Le Mans mit dem LMP1 Prototyp 919 Hybrid einzufahren. Mit 108 Klassen- und 19 Gesamtsiegen ist Porsche der erfolgreichste Hersteller in der fast 100-jährigen Geschichte von Le Mans.

## Porsche-Museum

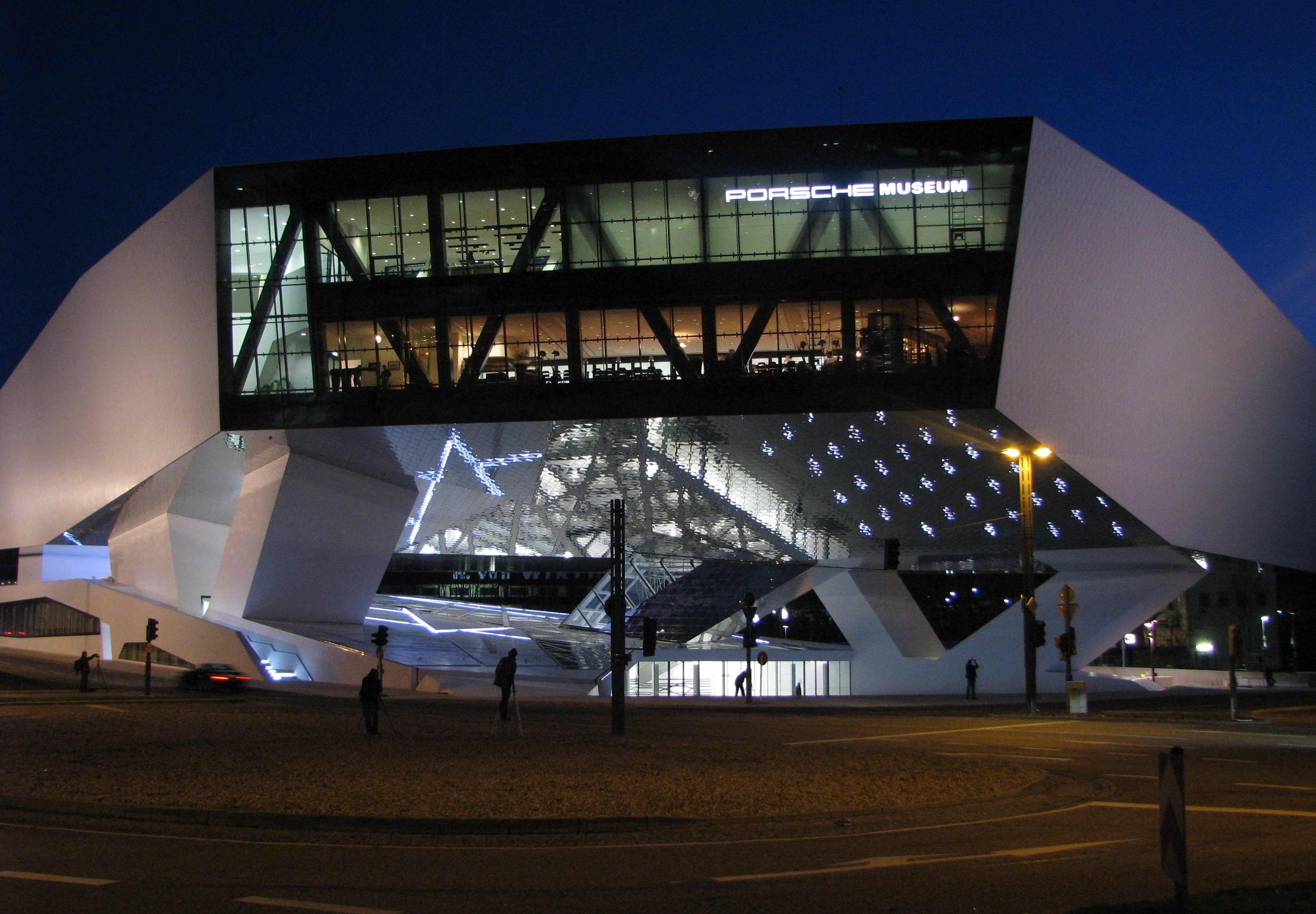
Das neue Porsche-Museum

Seit 1976 betrieb Porsche auf dem Werksgelände ein eigenes Werksmuseum, in dem ständig wechselnde Exponate präsentiert wurden. 2005 hat das Unternehmen ein neues Porsche-Museum am Zuffenhausener Porsche-Platz in Auftrag gegeben, das am 31. Januar 2009 für die Öffentlichkeit eröffnet wurde.

## Sonstige Informationen

### Porsche-Nomenklatur
- Allradangetriebende Sportwagen haben den Zusatz „4“, zum Beispiel Carrera 4.
- Modelle mit besserer Ausstattung und Motorisierung haben den Zusatz „S“, zum Beispiel Carrera S oder Cayenne S. Die Bezeichnung „S“ steht für „Sport“ und wurde erstmals beim Porsche 356 verwendet.
- „Turbo“-Modelle besitzen einen Turbolader. Ausnahmen sind die Elektroauto-Modelle Taycan Turbo und Taycan Turbo S.
- CS-Modelle (CS steht für „ClubSport“) sind Porsche-Straßenfahrzeuge mit motorsporttauglicher Sonderausstattung, wie beispielsweise der Porsche 968 CS.
- GT-Modelle sind Modelle mit meistens weniger Komfort und meistens starker Ausrichtung auf Purismus und Sportlichkeit. Ausnahmen: beispielsweise 928 GTS.
- GT-Cup-Modelle sind für den Rennsport optimierte Versionen der Straßenmodelle des Porsche 911 GT3.
- GTS-Modelle stehen seit 2011 für die jeweils stärkste Saugmotor-Variante einer Baureihe mit gehobener Serienausstattung (beispielsweise 911 Carrera GTS, Panamera GTS).
- RS-Modell (RS steht für „RennSport“) sind straßenzugelassene Porsche-Homologationsfahrzeuge, wie etwa der Porsche 911 Carrera RS 2.7.
- RSR-Modelle (RSR steht für „RennSport Rennwagen“) sind Rennwagen ohne Straßenzulassung, wie etwa der Porsche 911 GT3 RSR.
- „Targa“ ist der Name für Porsche-Sportwagen mit versenkbarem Glas- oder Kunststoffdach. Der Name kommt von der Targa Florio, ist italienisch und bedeutet Schild. Die Targa-Modelle hatten bis zum Baujahr 1993 ein komplett herausnehmbares Dachteil, seit dem 1996 eingeführten Porsche 993 Targa verfügen sie über ein sogenanntes Panorama-Glasdach.
- „Carrera“ war ursprünglich der Namenszusatz für stärker motorisierte Fahrzeuge (beispielsweise 356 Carrera oder 911 Carrera) als das Basismodell. Zur Namensfindung bediente man sich der „Carrera-Panamericana“-Langstreckenrennen, bei denen Porsche-Rennwagen sehr erfolgreich waren.
- Porsche geht dazu über, die Modelle statt wie früher mit Zahlenbezeichnungen (911 oder 944) mit Kunstnamen zu bezeichnen. Beispiele hierfür sind Cayenne, Panamera, Cayman, Boxster oder Macan.

### Sonstiges

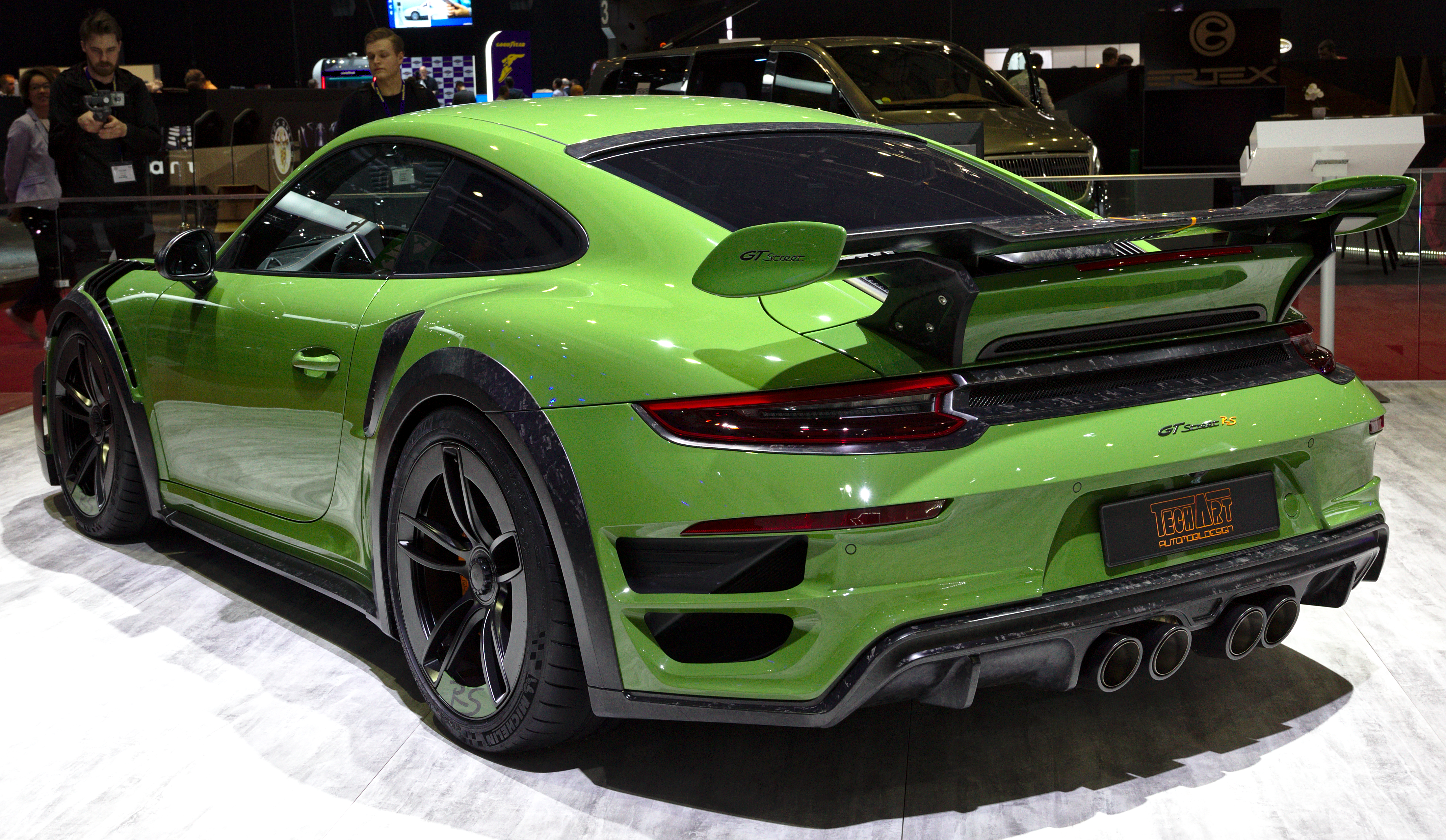
TechArt GT Street RS auf dem Genfer Auto-Salon 2019

In Zusammenarbeit mit dem Spielehersteller EA Sports wurde das Computerspiel Need for Speed: Porsche hergestellt. In dem Spiel geht es um das Fahren und Tunen von Porsche-Fahrzeugen vom ersten 356er bis zum 996 Turbo. Zudem gibt es einen Spielmodus, in dem man als Testfahrer bei Porsche verschiedene fahrerische Aufgaben bewältigen muss.
Die Bremsanlagen der Porsche-Fahrzeuge werden meist nach Porsche-Vorgaben von Brembo in Italien hergestellt und mit Bremsbelägen von Textar und Pagid ausgerüstet. Verschiedene Lieferer von Nachrüstteilen vermarkten fahrzeugangepasste Porsche/Brembo-Bremsanlagen auch für andere Pkw-Modelle.
Es gibt zahlreiche Tuning-Unternehmen, die Porsche-Fahrzeuge umbauen oder ergänzen. Alois Ruf aus Pfaffenhausen ist mit seinen Porsche-Umbauten eingetragener Automobilhersteller. Die Fahrzeuge werden unter dem Markennamen RUF verkauft.
Bekannte Tuning-Unternehmen im Stuttgarter Raum sind Gemballa, Techart und SpeedART.

### Orgel-Sponsoring 2004
Die Restaurierung der Orgel in der Nikolaikirche zu Leipzig in Höhe von rund 2,3 Millionen Euro unterstützte die Porsche AG, die in Leipzig ein Werk hat, als Sponsor mit 1,8 Millionen Euro. Sichtbar ist dieses Engagement am einzigartigen „Porsche-Spieltisch“ der Orgel, der in Edelstahl ausgeführt ist und dessen Beschriftungen der Register von Designern des Autobauers entworfen wurden – auch hat der Spieltisch runde Winddruckanzeiger, die an ein Auto-Armaturenbrett erinnern.

## Kritik
In einer Rangliste von Greenpeace aus dem Jahr 2023 wurden 30 Top-Automarken hinsichtlich des Umgangs mit Ressourcen verglichen. Vor dem Hintergrund der „Klima- und Artenkrise“ wurden die Produkte der Autohersteller hinsichtlich Energie-, Rohstoff- und Flächeneffizienz untersucht. Porsche schnitt in der Rangliste in allen Kategorien am schlechtesten ab.